# Biểu tình bài Nhật tại Trung Quốc năm 2012
Biểu tình bài Nhật tại Trung Quốc năm 2012 là một loạt các cuộc biểu tình bài Nhật Bản được tổ chức ở các thành phố lớn tại Trung Quốc và Đài Loan trong khoảng thời gian từ tháng 8 đến tháng 9 năm 2012. Nguyên nhân chính của các cuộc biểu tình là sự leo thang tranh chấp quần đảo Senkaku giữa Trung Quốc và Nhật Bản xoay quanh thời điểm kỷ niệm Sự kiện Phụng Thiên năm 1931, một xúc tác de facto để Nhật Bản xâm lược Mãn Châu, đỉnh điểm là một thất bại bẽ mặt của Trung Quốc và một chiến thắng quyết định của Nhật Bản trong việc hợp nhất và sáp nhập Mãn Châu.
Các cuộc biểu tình nổ ra tại mỗi thành phố của Trung Quốc kể từ sự kiện nhà hoạt động Hồng Kông đổ bộ quần đảo Senkaku và chính phủ Nhật Bản tiến hành quốc hữu hóa quần đảo Senkaku, trở thành cuộc biểu tình lớn nhất kể từ khi hai quốc gia bình thường hóa quan hệ ngoại giao năm 1972. Những người phản đối tại một số thành phố sau đó trở nên bạo lực, chính quyền địa phương bắt đầu bắt giữ người biểu tình và cấm các cuộc biểu tình. Ngoài các cuộc biểu tình bài Nhật và chỉ trích Hoa Kỳ, một số cuộc biểu tình đã chỉ trích chính phủ Trung Quốc về những bất mãn xã hội. Tác động từ căng thẳng ngoại giao khiến thương mại song phương giữa hai quốc gia bị thiệt hại và ảnh hưởng kéo dài trong vài năm tiếp theo.

## Bối cảnh

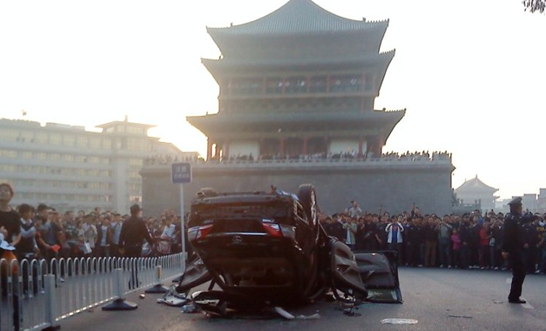
Biểu tình bài Nhật tại Tây An vào ngày 20 tháng 10 năm 2010.(Biểu tình phản đối quần đảo Senkaku năm 2010)

Quần đảo Senkaku (hay Điếu Ngư trong tiếng Trung Quốc) là các đảo ngoài khơi gần Đài Loan và là một chủ đề tranh chấp lãnh thổ giữa chính phủ của Trung Quốc, Đài Loan, Nhật Bản. Trước thời điểm các cuộc biểu tình xảy ra, nhiều trường hợp phản đối chủ quyền của quần đảo Senkaku mà nổi bật nhất là biểu tình bài Nhật năm 2005 tại Trung Quốc. Ngày 18 tháng 9 năm 2012 đánh dấu sự kiện Nhật Bản xâm lược Mãn Châu năm 1931, những ký ức ám ảnh làm kích động tâm lý bài Nhật ở Trung Quốc. Sau vụ va chạm tàu Senkaku năm 2010, Trung Quốc dừng xuất khẩu đất hiếm sang Nhật Bản ngày 21 tháng 9 cùng năm.

### Sự cố dẫn đến biểu tình

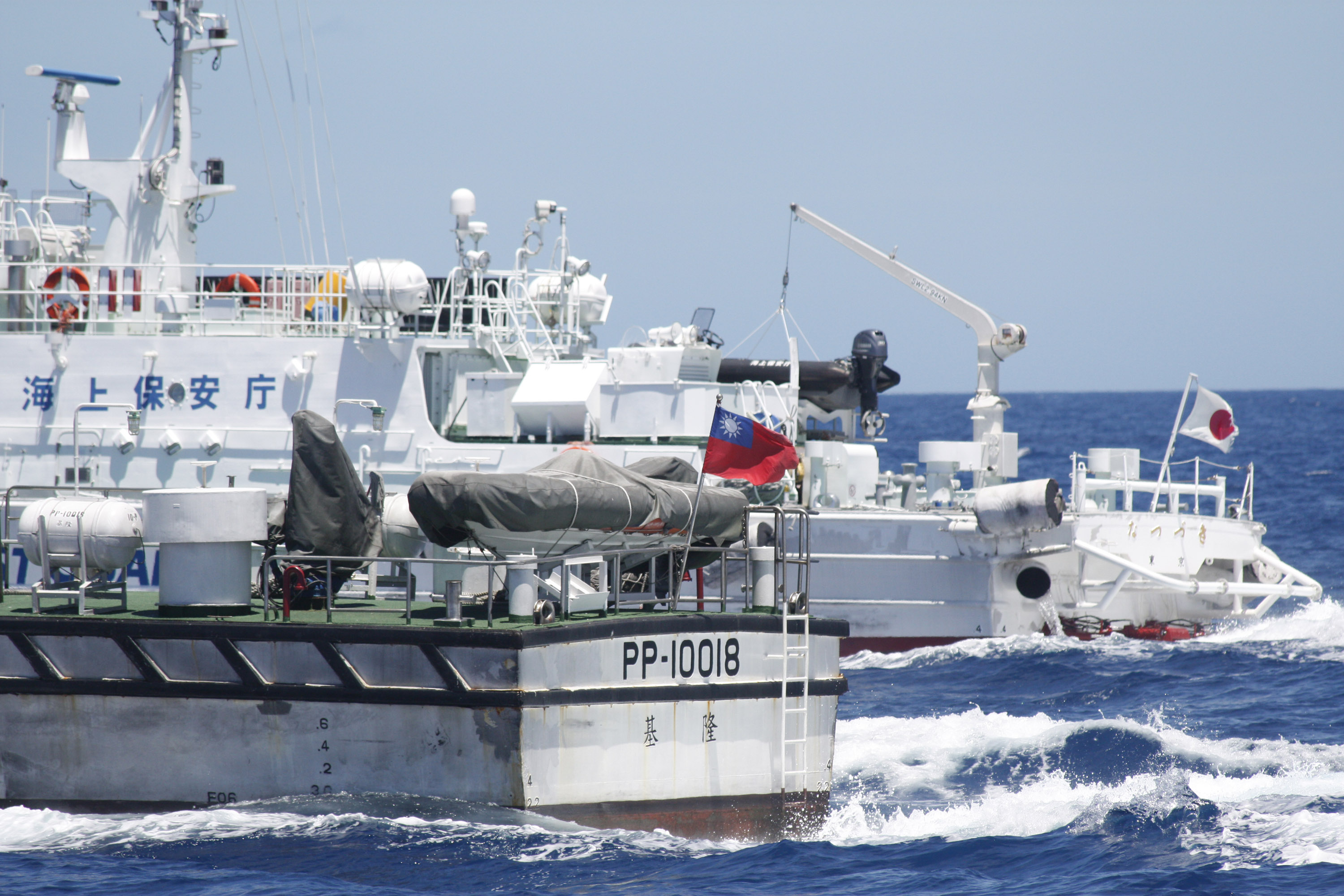
Lực lượng Bảo vệ bờ biển Nhật Bản và Cục Cảnh sát biển Đài Loan đối đầu trực diện vào ngày 4 tháng 7 năm 2012.

Ngày 16 tháng 4 năm 2012, thống đốc Tokyo Ishihara Shintarō công khai tuyên bố quyết định cho phép Chính quyền Đô thị Tokyo mua ba đảo (Uotsuri, Kitako, Minamiko) từ một chủ sở hữu tư nhân người Nhật. Ngày 4 tháng 7 năm 2012, ba tàu thuộc Lực lượng Bảo vệ bờ biển Nhật Bản thực thi lệnh kiểm tra chính thức một tàu đánh cá của Đài Loan gần quần đảo Senkaku đang tranh chấp, Lực lượng Bảo vệ bờ biển Nhật Bản và Cục Cảnh sát biển Đài Loan đã đối đầu trực diện.
Ngày 7 tháng 7 năm 2012, thủ tướng Nhật Bản Noda Yoshihiko bày tỏ sự quan tâm đối với việc chính phủ Nhật Bản mua các đảo đang tranh chấp. Chính phủ Trung Quốc tức giận phản đối, người phát ngôn Bộ Ngoại giao Cộng hòa Nhân dân Trung Hoa Lưu Vi Dân đáp trả 'sẽ không ai được phép mua và bán lãnh thổ bất khả xâm phạm của Trung Quốc'.
Ngày 15 tháng 8 năm 2012, 14 nhà hoạt động từ Hồng Kông đã đi tàu và đổ bộ vào một trong các đảo tranh chấp nhưng bị Lực lượng Bảo vệ bờ biển Nhật Bản chặn lại. Bảy nhà hoạt động đã nhảy khỏi tàu và bơi vào bờ, năm người đã tiến vào đảo và hai người trở lại tàu, các nhà hoạt động và tàu của họ đều bị Lực lượng Bảo vệ bờ biển Nhật Bản bắt giữ. Tất cả 14 nhà hoạt động bị bắt giữ và trục xuất hai ngày sau đó.

## Làn sóng biểu tình đầu tiên

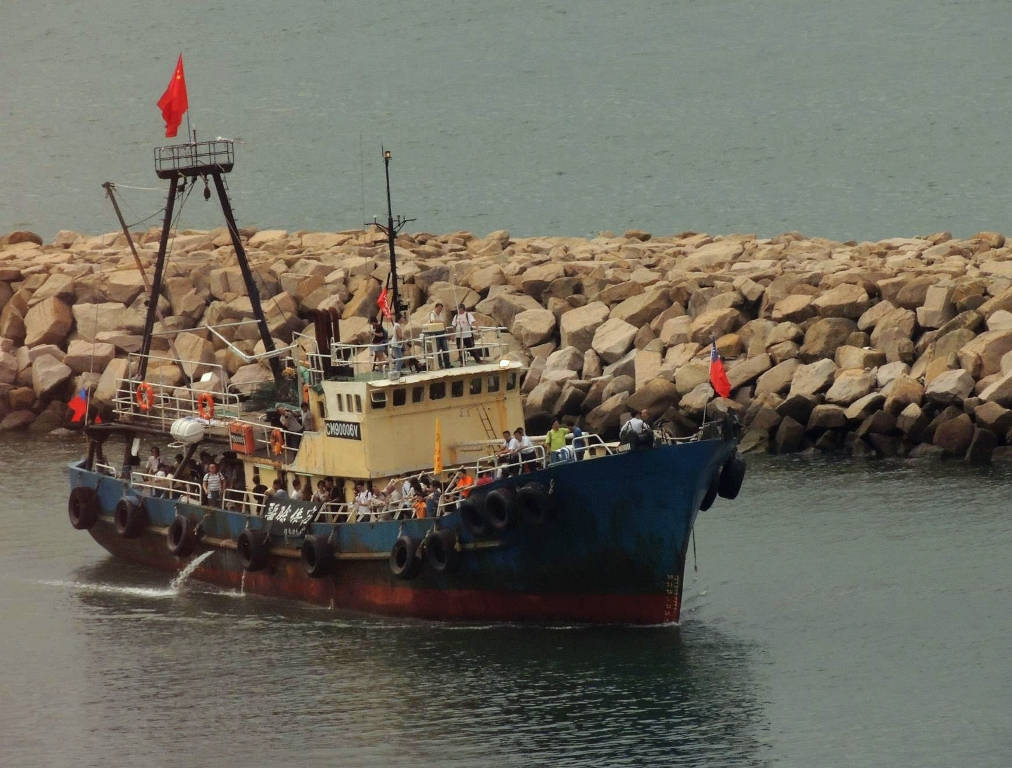
Sự kiện nhà hoạt động Hồng Kông đổ bộ lên quần đảo Senkaku ngày 15 tháng 8 năm 2012.

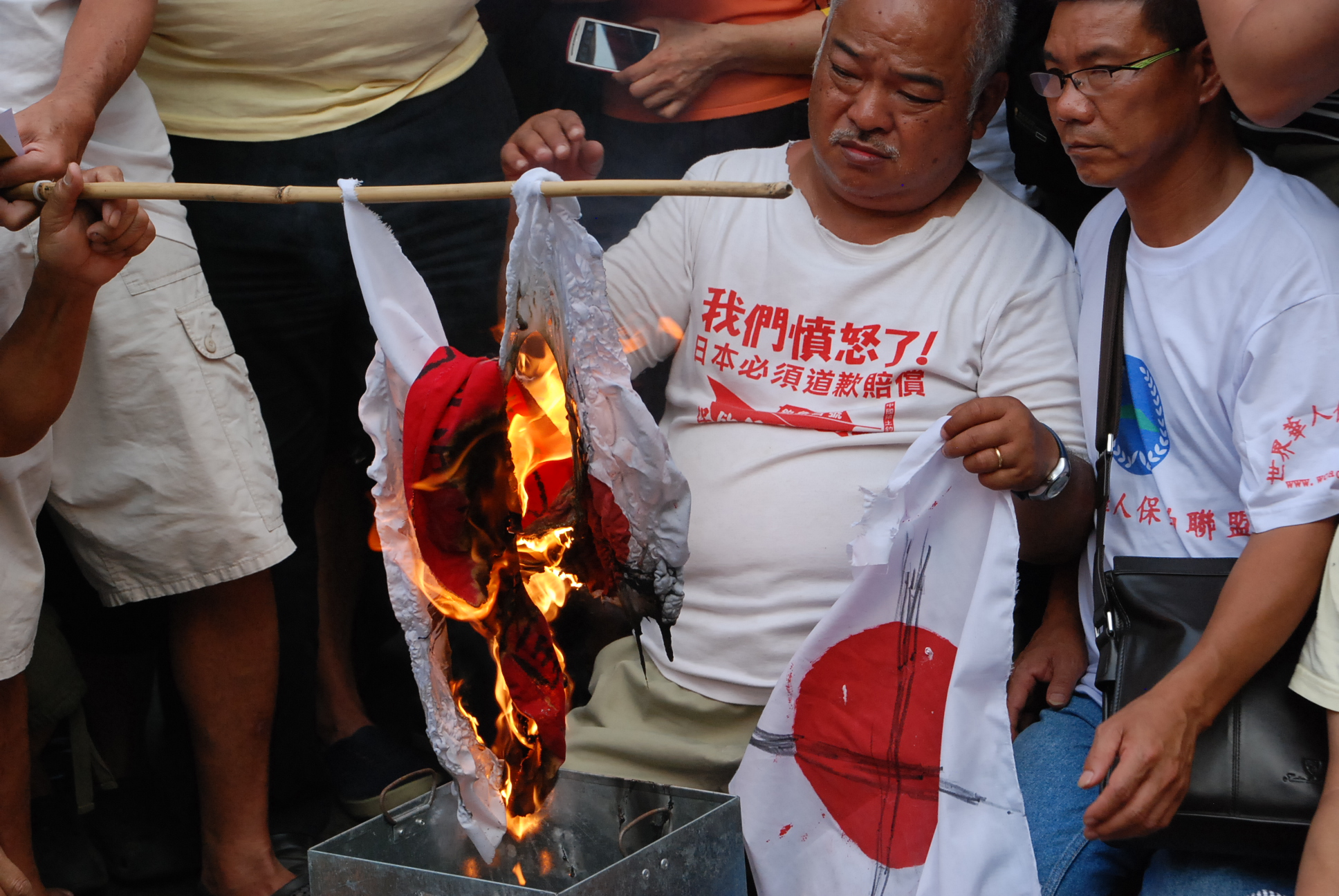
Những người biểu tình đốt quốc kỳ Nhật Bản trước Tổng lãnh sự quán Nhật Bản tại Hồng Kông

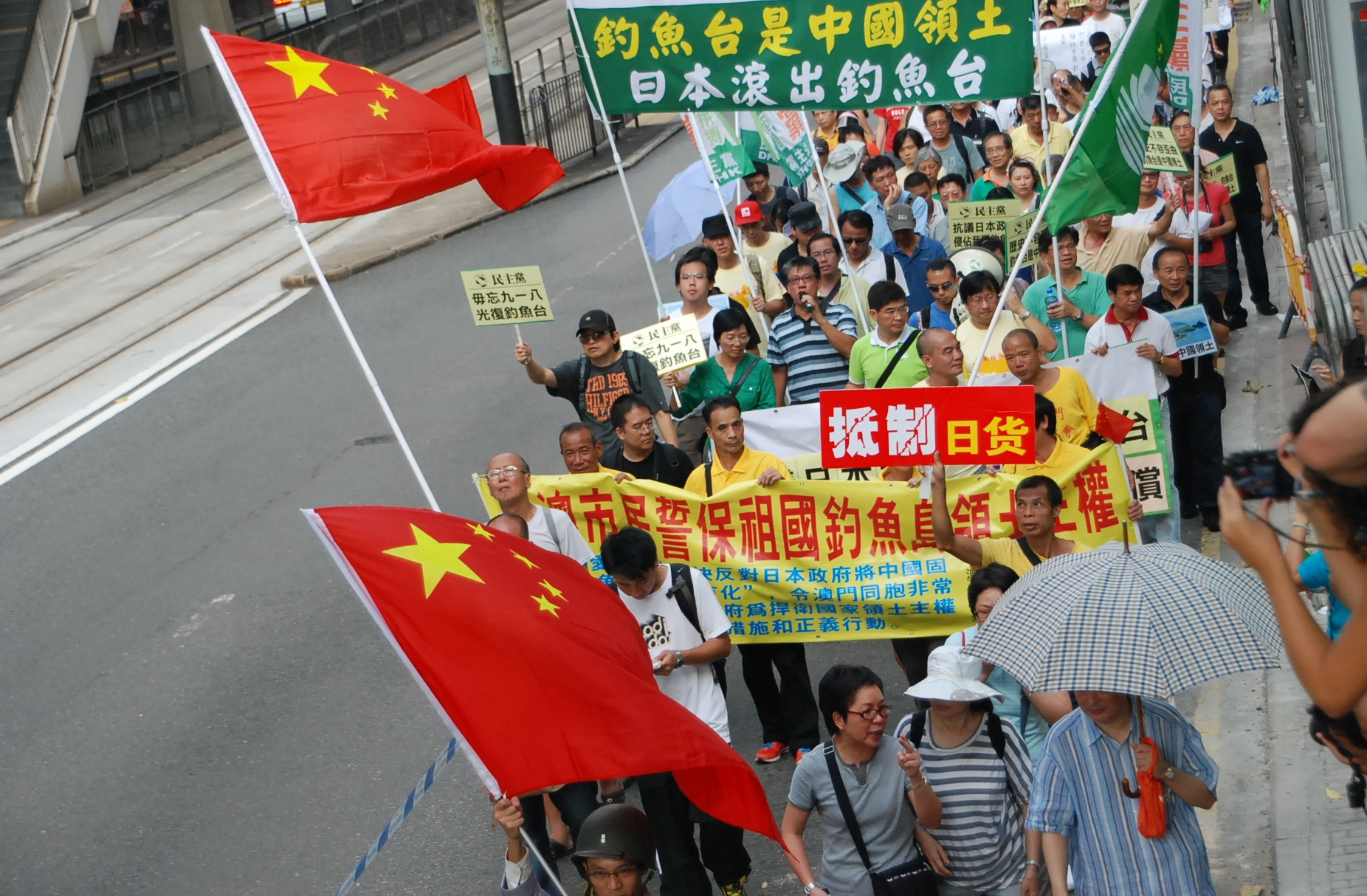
Một cuộc diễu hành được dẫn đầu bởi Ủy ban hành động bảo vệ quần đảo Điếu Ngư Hồng Kông, một trong những tổ chức biểu tình chính vào ngày 16 tháng 9 năm 2012.

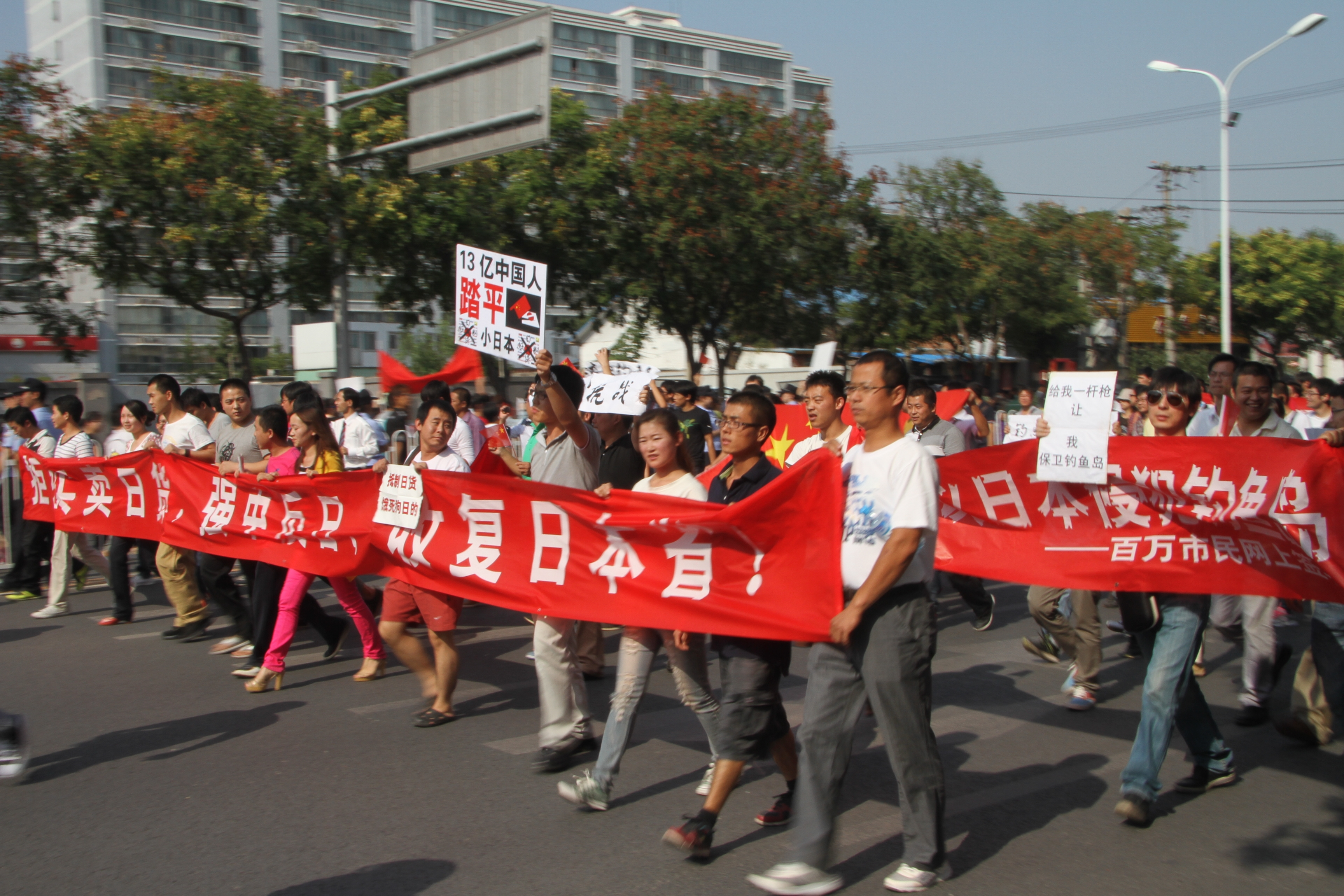
Biểu tình bài Nhật trước Đại sứ quán Nhật Bản tại Bắc Kinh ngày 18 tháng 9. Hàng chữ trung tâm viết "1,3 tỷ người Trung Quốc đập tan Tiểu Nhật Bản [13亿中国人踏平小日本]".

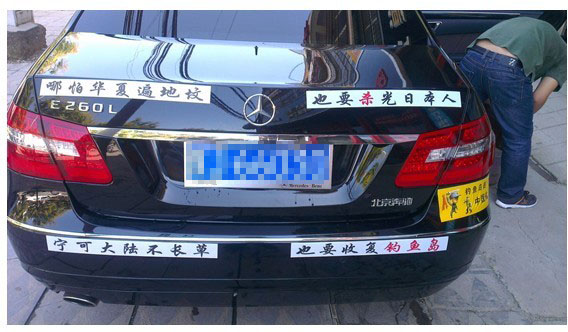
Một nhãn dán trên ô tô cho các hoạt động biểu lộ tâm lý bài Nhật 「哪怕华夏遍地坟，也要杀光日本人」（Kể cả mộ Trung Quốc khắp nơi, phải giết người Nhật), 「宁可大陆不长草，也要收复钓鱼岛」（Thà sạch bóng cỏ đại lục, phải đoạt lại Điếu Ngư）và các khẩu hiệu cực đoan khác được nêu ra.

Sau khi Lực lượng Bảo vệ bờ biển Nhật Bản bắt giữ các nhà hoạt động Hồng Kông, cư dân mạng Trung Quốc kêu gọi một cuộc biểu tình toàn quốc phản đối Nhật Bản vào ngày 19 tháng 8 năm 2012. Tại Bắc Kinh, người dân Trung Quốc bắt đầu phản đối trước Đại sứ quán Nhật Bản vào ngày 15 tháng 8. Vào buổi sáng ngày 19 tháng 8, một đám đông đã tập trung và cầm các áp phích có các cụm từ như 'trả lại quần đảo Điếu Ngư' và 'Nhật Bản phải nhận tội' để phản đối. Yomiuri Shimbun thống kê các cuộc biểu tình bài Nhật theo lời kêu gọi trên internet lan rộng ra 25 thành phố tại Trung Quốc như Thượng Hải, Tây An, Thường Châu, Bắc Kinh, Hàng Châu, Vũ Hán.
Tại Thâm Quyến, những người biểu tình tuần hành xuống đường hô vang các khẩu hiệu như 'bảo vệ quần đảo Điếu Ngư' và 'đập tan chủ nghĩa đế quốc Nhật Bản', kêu gọi tẩy chay hàng hóa Nhật Bản và yêu cầu chính phủ Trung Quốc chiếm lại quần đảo Senkaku. Trong các cuộc biểu tình, nhiều người biểu tình xé quốc kỳ Nhật Bản và đập phá các ô tô nhãn hiệu Nhật Bản, phá hoại các cửa hàng bán hàng hóa Nhật Bản, ném đá vào một cửa hàng ramen. Các cuộc biểu tình kéo dài đến khoảng hai giờ chiều. Theo Tinh Đảo nhật báo, chính phủ Trung Quốc đã điều động một số lượng lớn Vũ cảnh để kêu gọi chấm dứt các cuộc biểu tình bạo lực, bắt đầu xua đuổi những người biểu tình và bắt giữ một số người biểu tình phản ứng quá khích.
Biểu tình bài Nhật đôi khi bị những người biểu tình lợi dụng nhằm chỉ trích chính phủ Trung Quốc. Những cuộc biểu tình như vậy bao gồm diễu hành với áp phích cố lãnh đạo Trung Quốc Mao Trạch Đông - nhân vật dường như quyết đoán hơn trong các vấn đề chủ quyền so với các lãnh đạo hiện tại; cũng như những dấu hiệu về tham nhũng, an toàn thực phẩm, bất bình đẳng kinh tế. Những người ủng hộ nhà lãnh đạo chống tư bản bị cách chức Bạc Hy Lai cũng xuất hiện trong các cuộc biểu tình.
Các cuộc biểu tình với cường độ khác nhau tại các thành phố như Tế Nam, Thanh Đảo, Thiên Tân, Trùng Khánh, Quảng Châu, Thái Nguyên, Thẩm Dương, Trường Xuân, Cáp Nhĩ Tân, Thành Đô, Trịnh Châu, Trường Sa, Quý Dương, Lâm Nghi, Hàng Châu, Tô Châu, Truy Bác, Tế Ninh, Trường Sa; các sĩ quan cảnh sát duy trì trật tự tại các địa điểm hiện trường để ngăn chặn các sự cố bạo lực. Ngày 17 tháng 8, chính phủ Nhật Bản trục xuất 14 nhà hoạt động Trung Quốc đại lục và Đài Loan sau khi nhóm nhà hoạt động này đổ bộ vào một đảo tranh chấp, cắm quốc kỳ Cộng hòa Nhân dân Trung Hoa và quốc kỳ Trung Hoa Dân quốc; 10 nhà hoạt động Nhật Bản trong tổng số 150 người vào ngày 19 tháng 8 đã đổ bộ lên các đảo thuộc quần đảo Senkaku và cắm quốc kỳ Nhật Bản để tưởng niệm các vụ chìm tàu giai đoạn kết thúc chiến tranh thế giới thứ hai. Ngày 25 tháng 8 tại Nhật Chiếu thuộc Sơn Đông, hơn 1.000 người biểu tình bài Nhật tuyên bố quần đảo Senkaku thuộc lãnh thổ Trung Quốc và một số người biểu tình tấn công các nhà hàng Nhật Bản, văn phòng đối ngoại Nhật Chiếu hạn chế quyền tiếp cận hiện trường của Kyodo News vì không thể đảm bảo an toàn cá nhân cho người Nhật. Ngày 26 tháng 8, khoảng 200 người biểu tình bài Nhật tại Đông Hoản thuộc Quảng Đông với tuyên bố 'quần đảo Senkaku thuộc lãnh thổ Trung Quốc' đã đụng độ với vài trăm cảnh sát, quốc kỳ Cộng hòa Nhân dân Trung Hoa bị thu giữ và một số người đã bị bắt giữ. Hơn 1.000 người biểu tình tại Chư Kỵ, biểu tình bài Nhật cũng diễn ra tại Hoài Bắc và Dương Tuyền. Cuộc biểu tình khác xảy ra tại Nam Sung thuộc Tứ Xuyên, chính quyền Hải Khẩu thông báo 'cấm ô tô nhãn hiệu Nhật Bản xâm nhập vào khu vực tập trung người biểu tình bài Nhật. Hàng nghìn người biểu tình tại Hải Khẩu tập trung tại quảng trường Ngọc Trai hô to khẩu hiệu 'trả lại Điếu Ngư' và hát các bài hát yêu nước, đám đông diễu hành qua quảng trường Nam Á và trung tâm thương mại quốc tế Hải Khẩu trong hai giờ, cảnh sát mở đường và không can thiệp vào đám đông biểu tình. Ngày 27 tháng 8, quốc kỳ Nhật Bản trên ô tô Đại sứ Nhật Bản tại Trung Quốc bị mất cắp.

### Phản ứng

#### Trung Quốc
Ngày 19 tháng 8, Bộ Ngoại giao Cộng hòa Nhân dân Trung Hoa phản đối mạnh mẽ với Đại sứ Nhật Bản tại Trung Quốc. Người phát ngôn Bộ Ngoại giao Cộng hòa Nhân dân Trung Hoa Tần Cương phát biểu liên quan đến sự kiện đổ bộ của các nhà hoạt động Nhật Bản lên quần đảo tranh chấp, cho rằng hành động phi pháp đó là một sự vi phạm chủ quyền lãnh thổ của Trung Quốc và Nhật Bản nên xử lý các hành động hiện tại một cách thích hợp để tránh bất đồng quan hệ song phương.
Chỉ một ngày sau, chính quyền tỉnh Phúc Kiến quyết định dừng các hoạt động kỷ niệm được tổ chức với tỉnh Okinawa của Nhật Bản dự kiến trước đó vào ngày 4 tháng 9, trích dẫn bối cảnh không phù hợp hiện tại dành cho các lễ kỷ niệm như vậy ở Trung Quốc. Cùng ngày, Thứ trưởng Bộ Ngoại giao Cộng hòa Nhân dân Trung Hoa Phó Oánh khi nói chuyện qua điện thoại với Đại sứ Nhật Bản tại Trung Quốc Niwa Uichiro đã kêu gọi Nhật Bản dừng các hành động làm tổn hại chủ quyền lãnh thổ Trung Quốc, kêu gọi Nhật Bản xử lý hiệu quả các vấn đề hiện tại và tránh làm gián đoạn nghiêm trọng quan hệ song phương.

#### Nhật Bản
Ngày 19 tháng 8, Thứ trưởng Bộ Ngoại giao Sasae Kenichirō phát biểu rằng các cuộc biểu tình do Trung Quốc thực hiện là 'không thể chấp nhận được' và rất đáng tiếc về các cuộc biểu tình bài Nhật tại Trung Quốc. Cố vấn đặc biệt về các vấn đề đối ngoại và quốc phòng của thủ tướng Nhật Bản là Nagashima Akihisa nói rằng chính phủ Nhật Bản cần xem xét sử dụng Lực lượng Phòng vệ Nhật Bản thông qua việc “sửa luật và các biện pháp khác”, đồng thời đề xuất đưa ra các hình phạt nghiêm khắc hơn đối với những người Trung Quốc thâm nhập vào lãnh thổ Nhật Bản.
Gần như ngay lập tức, ngày 20 tháng 8, Đại sứ Nhật Bản tại Trung Quốc Niwa Uichiro khi nói chuyện qua điện thoại với Thứ trưởng Bộ Ngoại giao Cộng hòa Nhân dân Trung Hoa Phó Oánh cho rằng các cuộc biểu tình là hoàn toàn không thể chấp nhận được, đồng thời phản đối các ngư dân Hồng Kông trước đó đã đổ bộ lên một hòn đảo và yêu cầu Trung Quốc làm hết sức để ngăn chặn các sự cố tương tự xảy ra lần nữa, nhấn mạnh quần đảo Senkaku là lãnh thổ vốn có của Nhật Bản và nằm dưới sự kiểm soát hữu hiệu của Nhật Bản. 10 người trong số 150 nhà hoạt động Nhật Bản đổ bộ lên các đảo đang tranh chấp đã vi phạm 'luật tội phạm nhẹ' và bị cảnh sát Okinawa phạt 'viết bản tường trình' rồi được thả tự do. Nhóm trước đó đã nộp đơn xin chính phủ Nhật Bản cho phép đổ bộ lên quần đảo Senkaku để bày tỏ lòng tôn kính với những người chết trong các vụ đắm tàu Nhật Bản giai đoạn chiến tranh thế giới thứ hai, chính phủ Nhật Bản đã từ chối và cảnh báo trừng phạt nếu vi phạm lệnh cấm. Cùng ngày, Chánh Văn phòng Nội các Fujimura Osamu nói trong một cuộc họp báo rằng 'Cả hai quốc gia đều không muốn vấn đề quần đảo Senkaku ảnh hưởng đến toàn bộ quan hệ song phương. Quan hệ Nhật Bản–Trung Quốc là một trong những mối quan hệ song phương quan trọng nhất đối với Nhật Bản, nó cần thiết đối với sự ổn định và thịnh vượng của khu vực châu Á-Thái Bình Dương mà Trung Quốc đóng một vai trò xây dựng'. Ngay sau đó, đảng Dân chủ cầm quyền đề xuất với chính phủ Nhật Bản thực hiện các hành động thích hợp nhằm ngăn chặn những sự cố tái diễn của các nhà hoạt động người Trung Quốc.

#### Bình luận truyền thông

##### Trung Quốc
Nhật báo Thanh niên Trung Quốc  bình luận rằng các cuộc biểu tình xảy ra là một kết quả của thái độ và hành động sai trái từ phía Nhật Bản, điều này đã "làm tổn thương cảm xúc của người Trung Quốc". Việc tẩy chay các sản phẩm Nhật Bản là một quan điểm sắc bén để "thể hiện phẩm giá bất khả xâm phạm rõ ràng của người Trung Quốc", lên án các trường hợp cá biệt bạo lực và phá hoại. Tinh Đảo nhật báo dẫn lại lời bình luận trên Sina Weibo trong một báo cáo liên quan nói rằng 'chính phủ Trung Quốc là như thế, quá yếu nhược và người dân tự phát tổ chức biểu tình bài Nhật sẽ bị ngăn lại'.

##### Quốc tế
Phóng viên BBC tại Bắc Kinh Martin Patience tuyên bố rằng các cuộc biểu tình 'hầu như chắc chắn được khuyến khích bởi chính phủ Trung Quốc' và chính phủ Trung Quốc thường xuyên sử dụng tâm lý bài Nhật ở Trung Quốc để 'làm chệch hướng chỉ trích quyền lực của họ' trong quá khứ. Reuters nhận xét rằng các cuộc biểu tình bài Nhật 'phản ánh những ký ức cay đắng của người Trung Quốc về sự chiếm đóng của Đế quốc Nhật Bản trên phần lớn Trung Quốc trong thập niên 1930 và thập niên 1940'. International Business Times cho rằng những nỗ lực giảm bớt chủ nghĩa dân tộc Trung Quốc của đảng Cộng sản Trung Quốc cầm quyền nhằm tránh những bài học quá khứ khi biểu tình bài Nhật chuyển sang chống chính phủ. CNN nhận định 'cả hai quốc gia sẽ được hưởng lợi từ việc giải quyết tranh chấp một cách nhanh chóng, Trung Quốc đối mặt với sự thay đổi nhà lãnh đạo vào cuối năm trong khi Nhật Bản đối mặt với các cuộc chiến lãnh thổ riêng lẻ với Seoul và Moskva'.
VOA dẫn lời nhà nghiên cứu chính trị Trần Phá Không: 'Điều này phản ánh tình trạng tiến thoái lưỡng nan của chính phủ Trung Quốc. Mặt khác, chủ nghĩa dân tộc Trung Quốc có thể được sử dụng làm chủ nghĩa yêu nước. Sau khi Mao Trạch Đông chết, chủ nghĩa yêu nước trở thành hệ tư tưởng duy nhất của đảng Cộng sản Trung Quốc. Ưu thế của chủ nghĩa dân tộc cường điệu là có thể tạo sự đồng thuận trong quốc gia, lá bài ngoại giao có thể trao đổi và gây áp lực lên các quốc gia khác. Nhưng nếu chủ nghĩa dân tộc cực đoan, mũi giáo của người dân có thể nhắm đến chính phủ'. Đài Á Châu Tự Do dẫn lời chuyên gia Willy Wo-Lap Lam: 'Họ đang sử dụng lá bài quần chúng để gây sức ép với Nhật Bản. Giới lãnh đạo đảng Cộng sản Trung Quốc nhận ra chủ nghĩa dân tộc Trung Quốc là con dao hai lưỡi. Nếu họ nhận thấy có khả năng biểu tình leo thang, họ sẽ ra dấu hiệu chấm dứt biểu tình'. Đài phát thanh này bình luận 'việc xây dựng quốc phòng nhanh chóng của Trung Quốc dựa trên nền tảng kinh tế đang tăng trưởng nhanh đã dẫn đến những lo ngại rằng Trung Quốc có thể giải phóng sức mạnh quân sự để đóng dấu các yêu sách lãnh thổ của họ'. Kotaku dẫn lại các bình luận mỉa mai của cư dân mạng Nhật Bản chỉ ra những người biểu tình bài Nhật tại Trung Quốc kêu gọi tẩy chay hàng hóa Nhật Bản nhưng vẫn sử dụng máy ảnh Nhật Bản (Nikkon, Canon) và văn hóa đại chúng Nhật Bản tại Trung Quốc không bị tẩy chay.
Cơ quan nghiên cứu Stratfor cảm thấy thú vị khi 'không giống như nhận thức của người nước ngoài về việc Bắc Kinh đang trở nên quyết đoán hơn, người Trung Quốc đã chỉ trích chính phủ Trung Quốc không có khả năng bảo vệ công dân và lãnh thổ. Trong vòng xoáy biểu tình bài Nhật hiện tại, các khẩu hiệu và biểu ngữ đã đổ lỗi cho chính phủ Trung Quốc không hành động bảo vệ các nhà hoạt động bị bắt. Tương tự, người dùng internet Trung Quốc đã hỏi tại sao Bắc Kinh không đáp trả quân sự trong các tranh chấp lãnh thổ với các quốc gia có yêu sách nhỏ hơn như Philippines và Việt Nam. Một số kêu gọi từ bỏ chính sách của lãnh đạo quá cố Đặng Tiểu Bình về việc bỏ qua các tranh chấp lãnh thổ'. The Atlantic đưa ra kết quả của câu hỏi 'nếu con bạn sinh tại Điếu Ngư, bạn muốn chọn quốc tịch nào?' đăng trên Sina Weibo với 20.000 người bình chọn: khoảng 40% chọn Đài Loan, khoảng 25% chọn Hồng Kông, khoảng 20% chọn Nhật Bản, khoảng 15% chọn Trung Quốc đại lục; The Atlantic cho rằng khảo sát 'dường như mâu thuẫn với các cuộc biểu tình bài Nhật lan rộng tại Trung Quốc, làm suy yếu nỗ lực của chính phủ Trung Quốc trong việc khơi dậy chủ nghĩa yêu nước và có thể gây bối rối cho các nhà quan sát nước ngoài khi người Trung Quốc lựa chọn áp đảo các nơi khác hơn Trung Quốc đại lục'.

## Làn sóng biểu tình lần hai

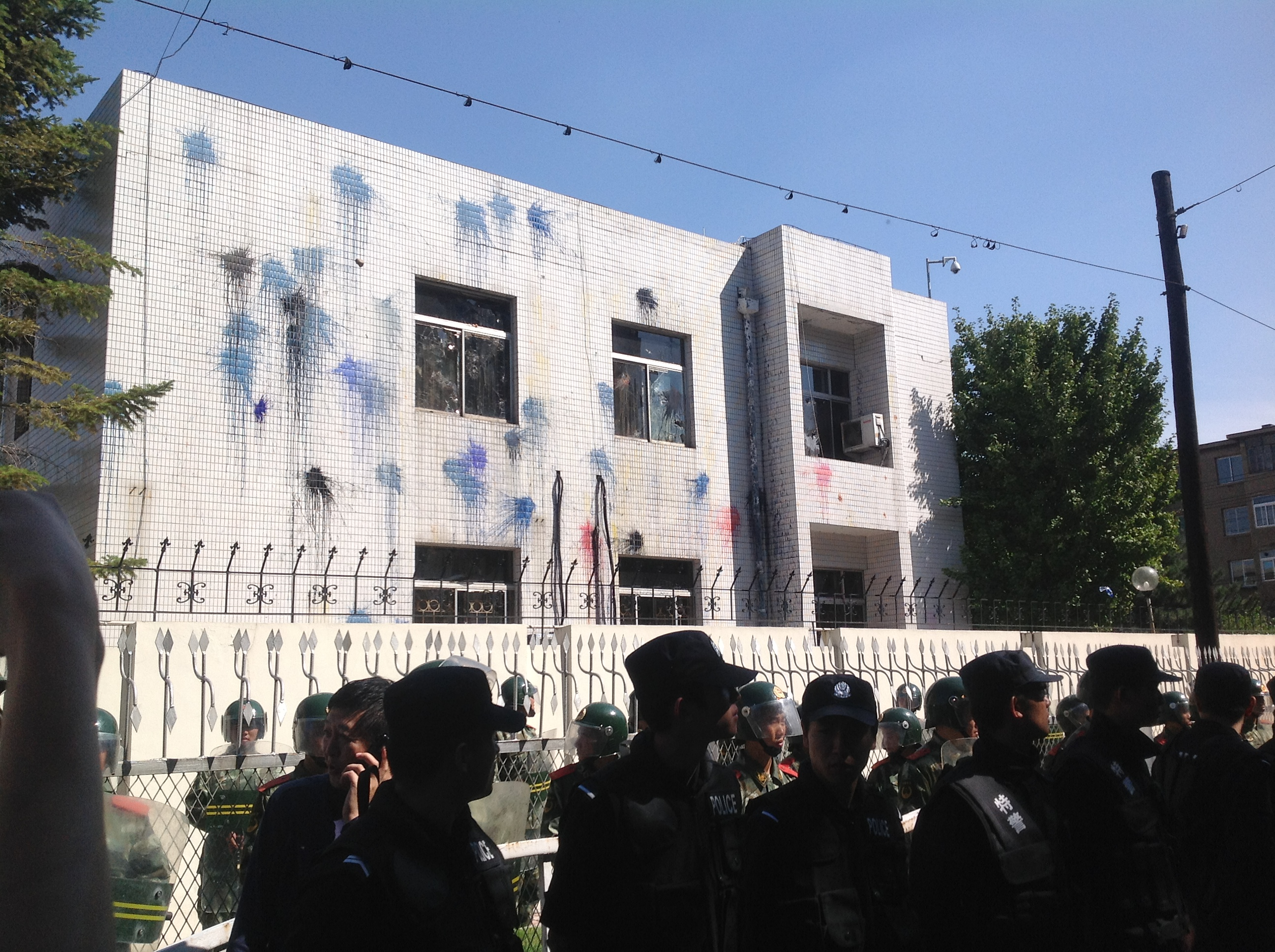
Những người biểu tình bài Nhật ném các lọ mực vào tường của tòa nhà Tổng lãnh sự quán Nhật Bản tại Thẩm Dương, Trung Quốc ngày 18 tháng 9 năm 2012.

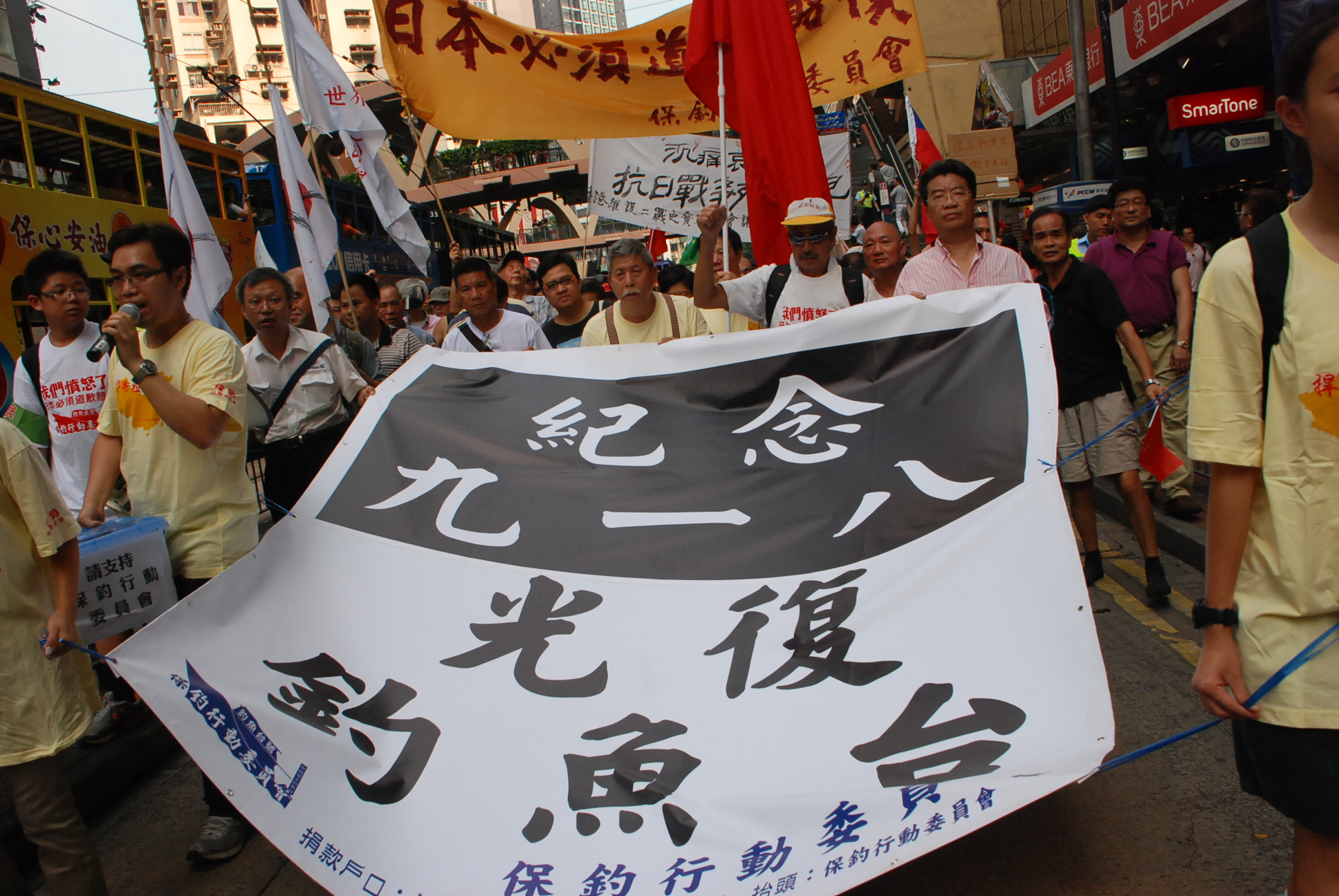
Ủy ban hành động bảo vệ quần đảo Điếu Ngư 「纪念九一八，光复钓鱼台 (tưởng nhớ Phụng Thiên, lấy lại Điếu Ngư)」.

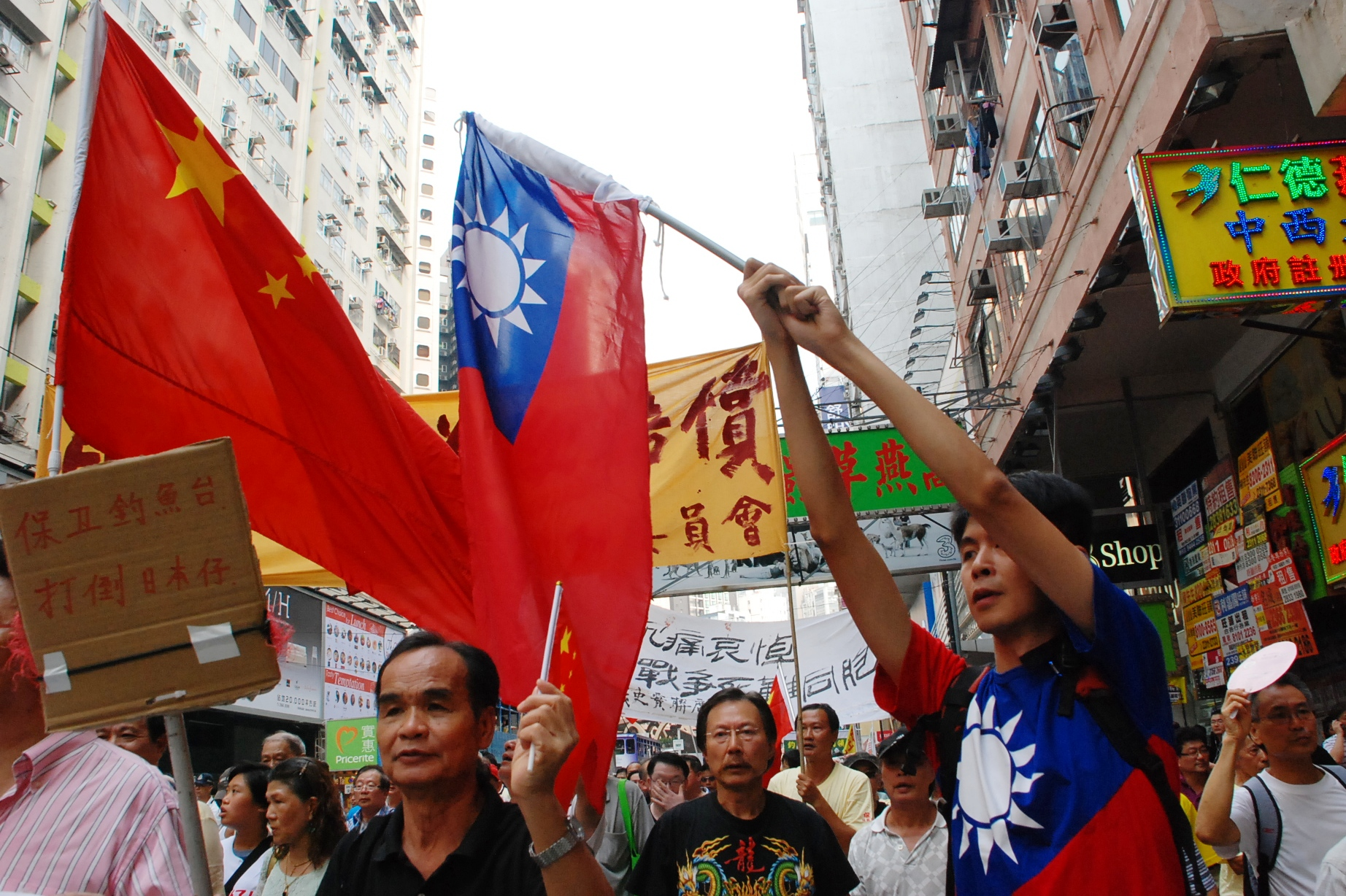
Những người biểu tình từ cộng đồng Hoa kiều cùng vẫy quốc kỳ Cộng hòa Nhân dân Trung Hoa và quốc kỳ Trung Hoa Dân quốc tại Hồng Kông.

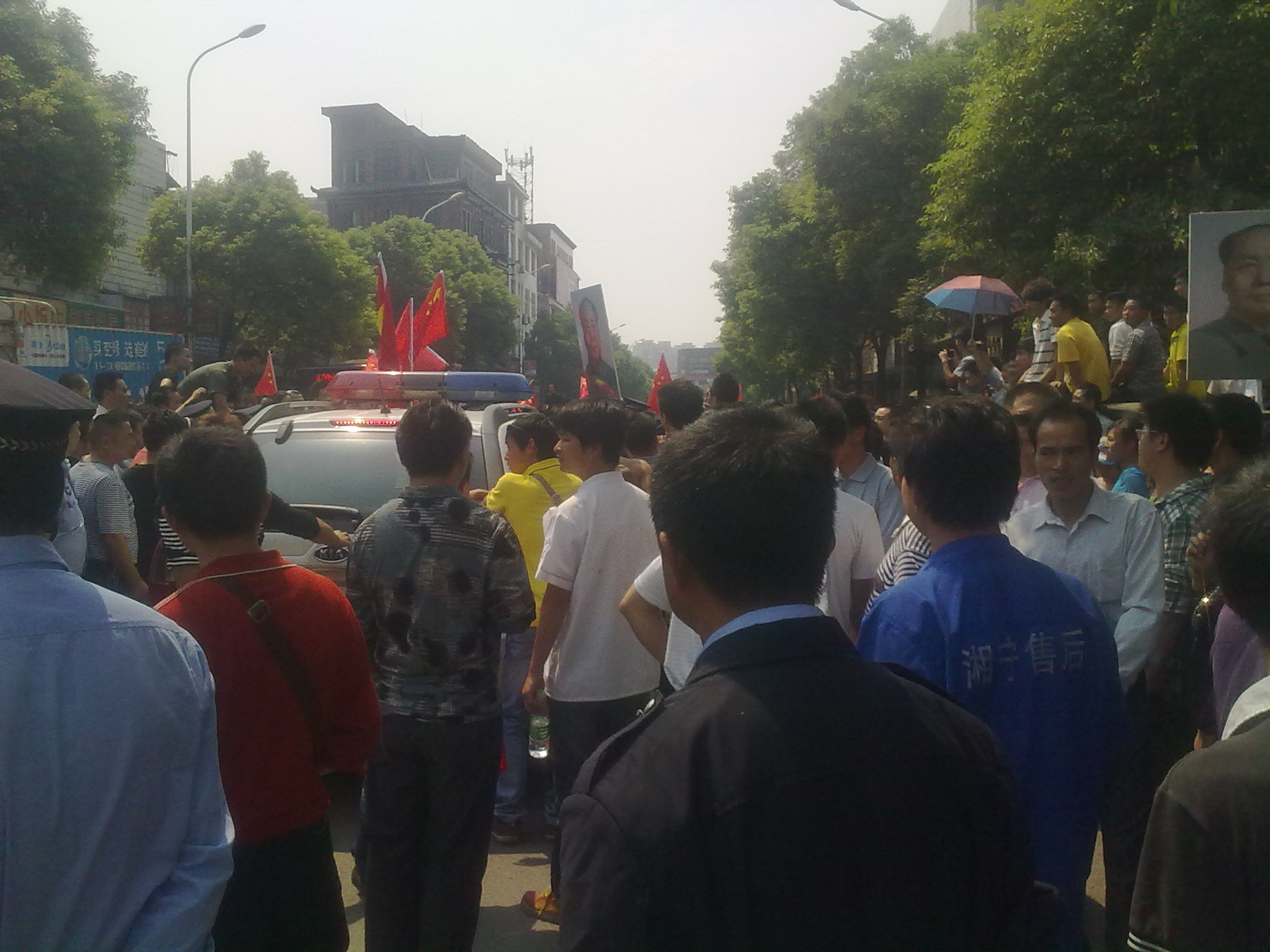
Người dân Trường Sa biểu tình bài Nhật, phản đối chính phủ Nhật Bản quốc hữu hóa quần đảo Senkaku vào ngày 18 tháng 9 năm 2012.

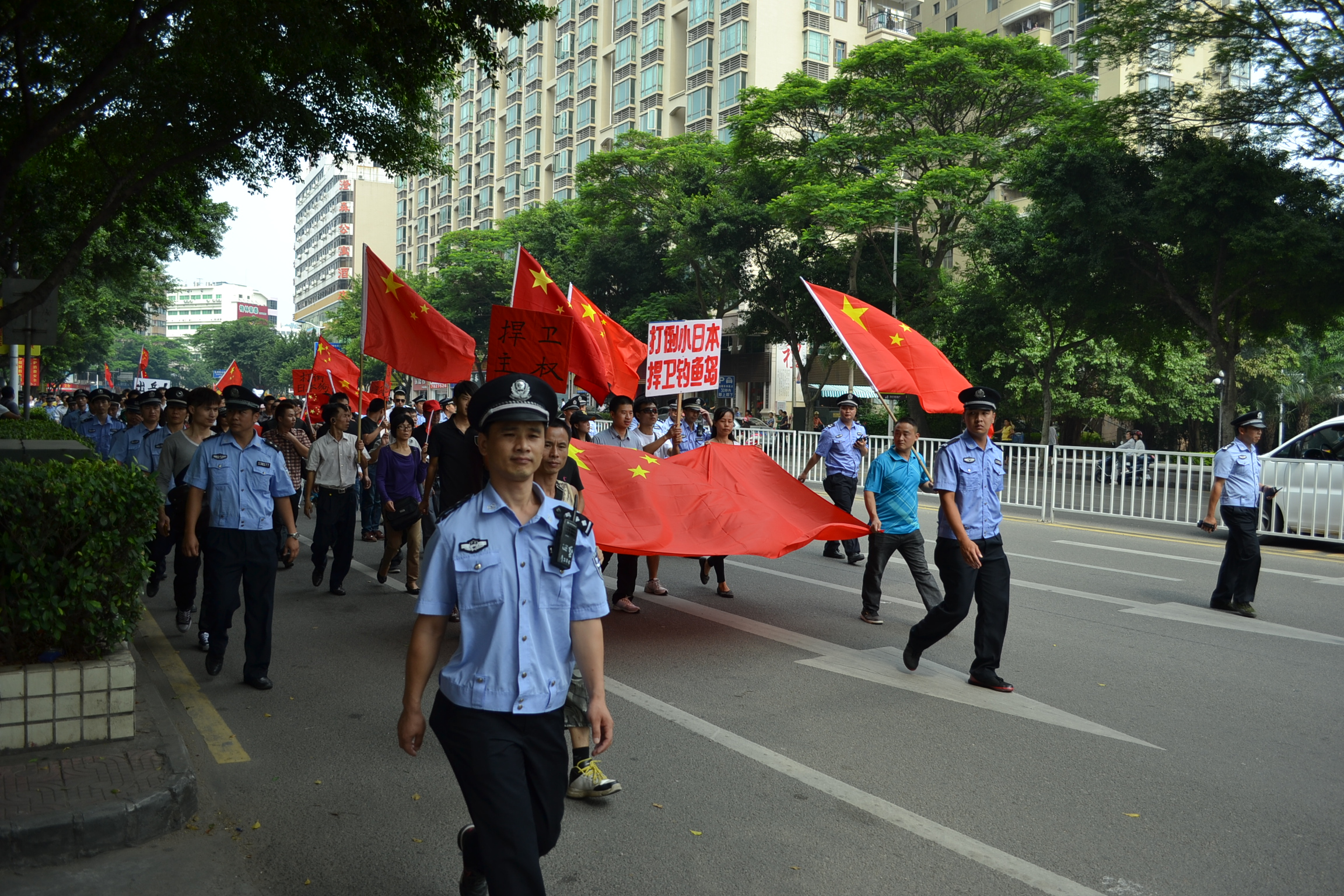
Những người biểu tình tại Huệ Châu tham gia diễu hành bài Nhật ngày 18 tháng 9 năm 2012.

Ngày 2 tháng 9, Chính quyền Đô thị Tokyo điều một tàu khảo sát thực địa quần đảo Senkaku để mua lại đảo từ tư nhân. Ngày 11 tháng 9, Trung Quốc điều hai tàu Hải giám Trung Quốc đến các đảo để khẳng định chủ quyền, Bộ Ngoại giao Nhật Bản cho biết Lực lượng Bảo vệ bờ biển Nhật Bản sẽ được huy động nếu "tàu Trung Quốc đến hoặc đến gần" các đảo thuộc quyền kiểm soát của Nhật Bản. Cùng ngày, Nhật Bản chính thức quốc hữu hóa ba đảo thuộc quyền sở hữu tư nhân của Kurihara Kunioki. Ngày 12 tháng 9, một cuộc biểu tình phản đối trước Tổng lãnh sự quán Nhật Bản tại Hồng Kông, khoảng 15 người đã đốt quốc kỳ Nhật Bản trước tòa nhà. Ngày 13 tháng 9, chính phủ Trung Quốc đệ trình hải đồ với các đường cơ sở của lãnh hải trên các đảo tranh chấp lên Liên Hợp Quốc, đại diện Bộ Ngoại giao Nhật Bản tuyên bố 'nó chẳng thay đổi tình hình vì đường cơ sở đã từng được đệ trình [bởi Nhật Bản vào năm 1996]', tiến sĩ Jonathan Holslag thuộc Viện nghiên cứu Trung Quốc đương đại ở Brussels nói 'bạn phải được công nhận chủ quyền trước khi đệ trình đường cơ sở. Không có thỏa thuận về việc ai sở hữu quần đảo thì toàn bộ chuyện này cũng chỉ như cố đấm bị bông về pháp lý'. Một cuộc biểu tình với khoảng 40 người Trung Quốc trước Đại sứ quán Nhật Bản tại Bắc Kinh, một người Nhật bị tấn công tại Thượng Hải. Ngày 14 tháng 9, sáu tàu Hải giám Trung Quốc rút khỏi vùng biển tranh chấp thuộc quần đảo Senkaku sau khi đối đầu trực diện với các tàu tuần duyên Lực lượng Bảo vệ bờ biển Nhật Bản, người phát ngôn Bộ Ngoại giao Cộng hòa Nhân dân Trung Hoa Hồng Lỗi phát biểu rằng "chuyến tuần tra việc thực thi pháp luật thường niên là hoàn toàn chính đáng" và "căng thẳng giữa hai nước hoàn toàn do phía Nhật Bản gây nên". Cùng ngày, sáu vụ việc người Nhật bị thương do người Trung Quốc tấn công tại Thượng Hải, một người Nhật tại Đông Hoản thuộc Quảng Đông bị tấn công khi cùng gia đình đi mua sắm.
Ngày 15 tháng 9, một số lượng lớn công dân Trung Quốc đại lục tham gia các cuộc tuần hành phản đối và kêu gọi tẩy chay các sản phẩm Nhật Bản. Khoảng 2.000 người Trung Quốc biểu tình đã đụng độ với lực lượng cảnh sát trước Đại sứ quán Nhật Bản tại Bắc Kinh vào cùng ngày, cảnh sát phong tỏa các đường dẫn đến Đại sứ quán Nhật Bản tại Bắc Kinh và điều một máy bay trực thăng quan sát trên cao, Lãnh sự quán Nhật Bản tại Thượng Hải được cảnh sát lập hàng rào bảo vệ. Những người biểu tình trước Đại sứ quán Nhật Bản tại Bắc Kinh vượt quá tầm kiểm soát khi liên tục hô to 'bảo vệ người Trung Quốc hay người Nhật' và 'tuyên chiến với Nhật Bản', một số người biểu tình đã vẫy một quốc kỳ Trung Hoa Dân quốc ngay tại chỗ. Tại một số thành phố, các cuộc biểu tình đã vượt khỏi tầm kiểm soát, phá hoại phóng hỏa và các hành vi tội phạm khác đã xảy ra tại Trường Sa và Thanh Đảo. Trên khắp các thành phố, ô tô nhãn hiệu Nhật Bản lưu thông trên đường đã trở thành mục tiêu phá hoại. Khoảng 10 công ty Nhật Bản tại Thanh Đảo đã bị đập phá, những người biểu tình bài Nhật đã phóng hỏa một đại lý bán hàng của Toyota. Nhà máy Panasonic tại Sơn Đông đã bị đốt cháy, nhà máy Panasonic tại Tô Châu bị người biểu tình đập phá. Cửa hàng bách hóa Nhật Bản Heiwado tại Trường Sa và JUSCO tại Thanh Đảo bị cướp phá. Vài nghìn người biểu tình đã đột nhập vào Garden Hotel tại Quảng Châu có trụ sở Tổng Lãnh sự quán Nhật Bản, đập vỡ cửa sổ và tấn công nhà hàng Nhật Bản. Ngày 16 tháng 9, Ủy ban hành động bảo vệ quần đảo Điếu Ngư tại Hồng Kông đã phát động một cuộc biểu tình bài Nhật bắt đầu từ công viên Victoria kéo đến Tổng lãnh sự quán Nhật Bản tại Hồng Kông. Ủy ban hành động bảo vệ quần đảo Điếu Ngư cho biết 5.000 người đã tham gia biểu tình (bao gồm cả các nhóm đánh cá từ Trung Quốc đại lục, Đài Loan, Ma Cao), trong khi cảnh sát ước tính khoảng 850 người tham gia biểu tình lúc đỉnh điểm.
Cuối tuần vào ngày 15-16 tháng 9, công dân tại Trung Quốc đại lục tham gia tuần hành phản đối và kêu gọi một cuộc tẩy chay các sản phẩm Nhật Bản tại hơn 85 thành phố Trung Quốc gồm: Thượng Hải, Thẩm Dương, Trịnh Châu, Hàng Châu, Cáp Nhĩ Tân, Hồng Kông. Biểu tình leo thang thành đốt phá xe nhãn hiệu Nhật Bản và các hành vi tội phạm khác tại Bắc Kinh, Thâm Quyến, Quảng Châu, Trường Sa, Tô Châu, Miên Dương, Tây An, Thanh Đảo, Thành Đô. Ảnh chụp biểu tình trên Sina Weibo tại Trùng Khánh, Côn Minh, Thái Nguyên, Nam Kinh, Tây An đã bị kiểm duyệt gỡ bỏ. NHK thống kê các cuộc biểu tình diễn ra tại hơn 50 thành phố Trung Quốc vào ngày 15 tháng 9 và quy mô tiếp tục mở rộng ra hơn 80 thành phố Trung Quốc ngày 16 tháng 9, Kyodo News cho biết hơn 60.000 người Trung Quốc biểu tình tại ít nhất 28 thành phố Trung Quốc, trở thành cuộc biểu tình bài Nhật lớn nhất tại Trung Quốc kể từ khi hai quốc gia bình thường hóa quan hệ ngoại giao năm 1972. Ngày 15 tháng 9, một người đàn ông Trung Quốc 51 tuổi lái ô tô Toyota cùng gia đình tại Tây An bị những người biểu tình bài Nhật đánh chấn thương sọ não và phá hủy chiếc xe, nghi phạm bị cảnh sát Tây An bắt giữ, cư dân mạng Trung Quốc trên Sina Weibo cho rằng người biểu tình 'đi quá xa'. Cùng ngày, Hải quân Quân Giải phóng Nhân dân Trung Quốc tiến hành một cuộc tập trận hải quân và bắn 40 tên lửa.
Các cuộc biểu tình khác diễn ra tại Los Angeles, San Francisco, New York và Chicago, một kiến nghị gửi lên chính quyền liên bang Hoa Kỳ và Quốc hội Hoa Kỳ để có lập trường trung lập về tranh chấp. Phóng viên South China Morning Post Felix Wong bị cảnh sát Thâm Quyến đánh đập trong khi đưa tin về các cuộc biểu tình.
Ngày 16 tháng 9, Bộ Ngoại giao Cộng hòa Nhân dân Trung Hoa chính thức tuyên bố đệ trình một đề xuất yêu cầu 'mở rộng tự nhiên thềm lục địa' Trung Quốc kéo dài hơn 200 hải lý đến Trũng Okinawa và đi qua phân định vùng đặc quyền kinh tế (EZE) của biển Hoa Đông lên Công ước Liên Hợp Quốc về Luật biển. Cùng ngày, cảnh sát chống bạo động ngăn chặn người biểu tình tiếp cận Lãnh sự quán Hoa Kỳ tại Thành Đô. Tại Thâm Quyến, khoảng 2.000 người biểu tình đã cố gắng xâm nhập vào một trụ sở của Đảng Cộng sản Trung Quốc và đụng độ với lực lượng Cảnh sát Vũ trang Nhân dân Trung Quốc. Những người biểu tình ném chai vào cảnh sát trước trụ sở của đảng Cộng sản Trung Quốc và ném đá vào các xe đỗ trong khuôn viên tòa nhà đảng Cộng sản Trung Quốc. Cùng ngày, biểu tình tại Hồ Nam và Quý Châu xuất hiện những biểu ngữ bất mãn với đảng Cộng sản Trung Quốc trong vấn đề xã hội như tham nhũng, cưỡng chế di rời, Giải phóng quân Nhân dân Trung Quốc không có hành động đáp trả đối với chính phủ Nhật Bản. Ngày 17 tháng 9, Yomiuri Shimbun thống kê các cuộc biểu tình bài Nhật đã lan rộng ra khoảng 100 thành phố tại Trung Quốc.
Ngày 18 tháng 9, người dân ở hơn 180 thành phố tại Trung Quốc tham gia các cuộc biểu tình vào ngày kỷ niệm lần thứ 81 sự kiện Phụng Thiên. Những người biểu tình tại Đài Loan đã đốt cháy và giẫm lên quốc kỳ Nhật Bản trước Lập pháp viện Trung Hoa Dân Quốc ở Đài Bắc, kêu gọi chính phủ Trung Hoa Dân quốc hợp tác với Trung Quốc để lấy lại các đảo từ Nhật Bản. Ô tô Đại sứ Hoa Kỳ tại Trung Quốc Gary Locke bị chặn lại trước cửa Đại sứ quán Nhật Bản tại Trung Quốc bởi những người biểu tình đang hô to các khẩu hiệu 'chính quyền liên bang Hoa Kỳ là chủ mưu' khi nhắc đến Hiệp ước hợp tác và an ninh lẫn nhau giữa Hoa Kỳ và Nhật Bản. Những người biểu tình ném các chai vào ô tô của Đại sứ Hoa Kỳ tại Trung Quốc và giật phăng quốc kỳ Hoa Kỳ ghim trên ô tô. Sau đó, lực lượng an ninh Trung Quốc giải tán nhóm người biểu tình, Gary Locke nói rằng 'mọi chuyện đã kết thúc trong một vài phút, tôi không cảm thấy bất kỳ mối nguy hiểm nào'. Các quan chức Trung Quốc đã bày tỏ sự đáng tiếc về vụ việc và đang điều tra sự cố 'đặc biệt'. Hai người Nhật đổ bộ lên đảo Uotsuri vào buổi sáng cùng ngày; chính phủ Trung Quốc điều 10 tàu Hải giám Trung Quốc và một tàu ngư chính Trung Quốc hoạt động gần vùng biển tiếp giáp ngoài đảo Uotsuri thuộc quần đảo Senkaku.
Ngày 19 tháng 9, những người biểu tình bài Nhật đã ném các lọ mực vào tường tòa nhà Tổng lãnh sự quán Nhật Bản tại Thẩm Dương, khoảng 300 Hoa kiều biểu tình phản đối trước Đại sứ quán Nhật Bản tại Den Haag ở Hà Lan. Cùng ngày, những người dùng internet tại Trung Quốc tấn công 19 website của Nhật Bản. Ngày 20 tháng 9, khoảng 70 người thuộc liên đoàn học giả Trung Quốc biểu tình phản đối trước Đại sứ quán Nhật Bản tại Seoul ở Hàn Quốc. Ngày 23 tháng 9, các tổ chức xã hội dân sự Đài Loan tổ chức một cuộc tuần hành khoảng 1.000 người tại Đài Bắc phản đối Nhật Bản, những người tham gia tuần hành có quan điểm khác nhau về việc có nên chung tay cùng Trung Quốc hay không. Ngày 25 tháng 9, các tàu của Lực lượng Bảo vệ bờ biển Nhật Bản và Cục Cảnh sát biển Đài Loan phun nước đối đầu trực diện sau khi một đội tàu Đài Loan trong một khoảng thời gian ngắn đã tiến vào vùng biển mà Nhật Bản gọi là lãnh hải Nhật Bản. Ngày 4 tháng 10, khoảng 200 người Trung Quốc biểu tình phản đối trước Lãnh sự quán Nhật Bản tại Melbourne ở Úc. Ngày 3 tháng 12, máy bay giám sát của Trung Quốc bay qua đảo tranh chấp, chính phủ Nhật Bản tuyên bố Trung Quốc vi phạm không phận Nhật Bản.

### Phản ứng

#### Hoa Kỳ
Ngày 12 tháng 9, Trợ lý Bộ trưởng Ngoại giao Hoa Kỳ Kurt M. Campbell nói rằng 'Washington sẽ không đứng về phía nào trong vấn đề này', khu vực này là 'buồng lái của kinh tế toàn cầu' và 'điều quan trọng nhất' là hòa bình và ổn định được duy trì. 'Các cột mốc không thể lớn hơn và mong muốn các nhà lãnh đạo giữ vững điều đó trong tâm trí'. 2 ngày sau, Đại sứ quán Hoa Kỳ tại Bắc Kinh cảnh báo người Mỹ tránh các khu vực biểu tình nếu có thể, phải thận trọng khi ở gần bất kỳ cuộc biểu tình nào. Công dân Hoa Kỳ nên bám sát các phương tiện truyền thông về các sự kiện địa phương và nhận thức được môi trường xung quanh mọi lúc.
Tới ngày 16 tháng 9, Bộ trưởng Bộ Quốc phòng Hoa Kỳ Leon Panetta nói với các phóng viên 'Tôi lo ngại khi hai quốc gia này có hành động khiêu khích bằng cách này hay cách khác trên các đảo khác nhau, điều đó sẽ làm tăng khả năng một đánh giá sai ở bên này hoặc bên kia có thể dẫn đến bạo lực và có thể dẫn đến xung đột'. Leon Panetta phát biểu vào ngày hôm sau tại buổi họp báo trước khi rời Tokyo và đến Bắc Kinh: 'Rõ ràng chúng tôi lo ngại các cuộc biểu tình và chúng tôi lo ngại về xung đột đang diễn ra trên quần đảo Senkaku, thông điệp mà tôi đã cố gắng truyền tải là một thông điệp mà chúng ta phải cố gằng giữ bình tĩnh và kiềm chế từ mọi phía. Chúng tôi hy vọng rằng những vấn đề này sẽ được giải quyết hòa bình và mặc dù chúng tôi hiểu sự khác biệt ở đây liên quan đến quyền tài phán, điều cực kỳ quan trọng có tính chất ngoại giao trên tất cả mọi phương diện được sử dụng để cố gắng xây dựng cách giải quyết những vấn đề này. Nó nằm trong lợi ích của mọi người đối với Nhật Bản và Trung Quốc để duy trì mối quan hệ tốt đẹp và tìm cách tránh leo thang hơn nữa'. Theo Hiệp ước hợp tác và an ninh lẫn nhau giữa Hoa Kỳ và Nhật Bản, Leon Panetta lo ngại các quốc gia khác, bao gồm cả Hoa Kỳ, có thể bị kéo vào các xung đột trên quần đảo nếu Nhật Bản bị tấn công.
Ngày 20 tháng 9, Uỷ ban đối ngoại Thượng viện Hoa Kỳ khu vực Đông Á-Thái Bình Dương Jim Webb thuộc đảng Dân chủ quan ngại mạnh mẽ về lập trường của Trung Quốc trong các biệp pháp đối phó Nhật Bản quốc hữu hóa quần đảo Senkaku và Okinawa, nhấn mạnh rõ ràng rằng quần đảo Senkaku thuộc phạm vi nghĩa vụ của Hoa Kỳ theo Hiệp ước hợp tác và an ninh lẫn nhau giữa Hoa Kỳ và Nhật Bản.

#### Đài Loan
Ngày 13 tháng 9, cựu Tổng thống Trung Hoa Dân quốc Lý Đăng Huy nhận xét 'quần đảo Senkaku là lãnh thổ của Nhật Bản trong quá khứ và sẽ tiếp tục như vậy đến hiện tại.[...] Nếu bạn nói Senkaku thuộc về Đài Loan thì có lẽ làm hài lòng người dân Đài Loan ... Nhưng tôi phải nói rõ ràng rằng từ nhiều năm trước khi tôi là tổng thống đương nhiệm thì Senkaku là lãnh thổ Nhật Bản'. Đúng 10 ngày sau, Tổng thống Trung Hoa Dân quốc Mã Anh Cửu nói rằng 'Đài Loan có lợi ích quốc gia riêng nên sẽ không giải quyết vấn đề quần đảo Điếu Ngư cùng với Trung Quốc'. Ngày 28 tháng 9, ông Mã tuyên bố vùng biển xung quanh Điếu Ngư là ngư trường truyền thống của ngư dân Đài Loan.

#### Trung Quốc
Ngày 9 tháng 9, Chủ tịch nước Cộng hòa Nhân dân Trung Hoa Hồ Cẩm Đào khi hội đàm với thủ tướng Nhật Bản Noda Yoshihiko tại Diễn đàn Hợp tác Kinh tế châu Á - Thái Bình Dương ở Vladivostok đã nói rằng 'tôi kiên quyết phản đối việc quốc hữu hóa' và chỉ ra quan hệ Nhật Bản–Trung Quốc đang ở một trạng thái khó khăn trong vấn đề quần đảo Senkaku.
Tới ngày 12 tháng 9, Người phát ngôn Bộ Quốc phòng Trung Quốc Cảnh Nhạn Sinh nói 'Chính phủ cùng các lực lượng vũ trang Trung Quốc vững vàng và không thể lay chuyển trong quyết tâm bảo vệ chủ quyền đối với toàn bộ lãnh thổ quốc gia. Chúng tôi đang theo dõi chặt chẽ sự phát triển của tình hình và bảo lưu quyền thực hiện các biện pháp đối ứng'. Chỉ 1 ngày sau, nhà nghiên cứu kinh tế Mai Tân Dục của Bộ Thương mại Trung Quốc nói rằng 'trong thương mại Trung–Nhật hiện tại, mặc dù Trung Quốc có sức mạnh tiềm tàng tác động đến Nhật Bản thông qua năng lực nhập khẩu, nhưng sức mạnh tiềm tàng này không nên bị giới hạn vì nhiều yếu tố như thị trường thay thế yếu. Hầu hết hàng xuất khẩu của Nhật Bản sang Trung Quốc không phải hàng dân dụng mà là đầu vào trung gian hoặc thiết bị sản xuất, bởi vì Nhật Bản đóng vai trò chìa khóa trong thiết bị sản xuất và đầu vào trung gian quan trọng thuộc lĩnh vực sản xuất chế tạo hàng đầu thế giới. Hiện trạng này đặc biệt nổi bật trong công nghiệp ô tô, điện tử học và nhiều ngành công nghiệp khác. Hầu hết sản phẩm mà Trung Quốc nhập khẩu từ Nhật Bản không dễ dàng tìm được nguồn thay thế, hiện tại nhiều sản phẩm thậm chí không có nguồn thay thế. Đó là lý do tại sao động đất và sóng thần Tōhoku 2011 tại Nhật Bản đã gây ra cú sốc lớn trên thị trường điện tử toàn cầu. Trong trường hợp này, tẩy chay hàng hóa lĩnh vực này của Nhật Bản sẽ chắc chắn khiến công nghiệp và xuất khẩu cũng như việc làm của Trung Quốc bị ảnh hưởng nặng nề'. Ngày 16 tháng 9, Người phát ngôn Bộ Ngoại giao Cộng hòa Nhân dân Trung Hoa Hồng Lỗi sau đó khẳng định 'người dân Trung Quốc rất không hài lòng và kiên quyết phản đối chính phủ Nhật Bản vi phạm chủ quyền lãnh thổ Trung Quốc nhưng điều này không nhắm vào người dân Nhật Bản. Trung Quốc là một quốc gia thượng tôn pháp luật và sự an toàn cá nhân của công dân Nhật Bản tại Trung Quốc được bảo vệ theo luật pháp. Đồng thời, chúng tôi ủng hộ công dân thể hiện các yêu cầu của họ theo luật pháp và lý tính'.
Trong buổi tiếp đón Bộ trưởng Bộ Quốc phòng Hoa Kỳ Leon Panetta đến thăm Trung Quốc ngày 18 tháng 9, Chủ tịch nước Cộng hòa Nhân dân Trung Hoa Tập Cận Bình nói rằng việc mua đảo của Nhật Bản là một trò hề, 'Nhật Bản nên kiềm chế hành vi của mình, ngăn chặn bất kỳ lời nói hay hành động nào làm xói mòn chủ quyền và toàn vẹn lãnh thổ của Trung Quốc'. Cùng ngày, người phát ngôn Bộ Ngoại giao Cộng hòa Nhân dân Trung Hoa Hồng Lỗi phát biểu 'quần đảo Điếu Ngư thuộc về Trung Quốc từ thời cổ đại. Đó là tất cả tính hợp pháp và lẽ phải cho các tàu cá Trung Quốc được đánh bắt cá ở vùng biển liên quan'. Bộ trưởng Bộ Quốc phòng Trung Quốc Lương Quang Liệt khi gặp Bộ trưởng Bộ Quốc phòng Hoa Kỳ Leon Panetta đã nói rằng một loạt các cuộc biểu tình bạo loạn hoàn toàn thuộc trách nhiệm của Nhật Bản và chỉ trích mạnh mẽ việc Nhật Bản quốc hữu hóa quần đảo Senkaku một cách hoàn toàn bất hợp pháp. Đại diện Bộ Thương mại Trung Quốc Thẩm Đan Dương trong buổi họp báo ngày 19 tháng 9 trả lời rằng Bộ Thương mại ủng hộ mạnh mẽ hành động yêu nước hợp pháp và chấp nhận chịu tổn thất, doanh nghiệp Nhật Bản cần báo cáo hiện trạng cho các cơ quan liên quan kịp thời.

#### Nhật Bản

##### Chính phủ Nhật Bản
Ngày 10 tháng 9, Chánh Văn phòng Nội các Fujimura Osamu tuyên bố trong buổi họp báo mua các đảo từ chủ sở hữu tư nhân người Nhật để đảm bảo việc quản lý, bảo đảm hòa bình và ổn định. Hai ngày sau, ông tiếp tục khẳng định rằng 'Chúng tôi hoàn toàn không mong muốn bất kỳ hậu quả đáng ngại nào đi quá xa trong mối quan hệ Nhật–Trung. Điều quan trọng là chúng tôi tránh xa hiểu lầm và những vấn đề không dự kiến'. Đại sứ quán Nhật Bản tại Trung Quốc chỉ một ngày sau đó đưa ra một thông điệp cảnh báo người Nhật tại Trung Quốc chú ý đến các cuộc biểu tình bài Nhật gần đây. Nếu không cần thiết, hãy cố gắng không đi ra ngoài và tránh ra ngoài vào ban đêm để đảm bảo an toàn bản thân. Tổng lãnh sự quán Nhật Bản tại Thượng Hải công bố trên website một một số cuộc biểu tình vào ngày 15 tháng 9 năm 16 tháng 9 năm 18 tháng 9; đồng thời nhắc nhở người Nhật cẩn thận với môi trường xung quanh, ngay cả khi đi ra ngoài vào ban ngày và tránh nói to bằng tiếng Nhật.
Ngày 15 tháng 9, chính phủ Nhật Bản tuyên bố sẽ sử dụng các kênh ngoại giao để yêu cầu Trung Quốc đảm bảo sự an toàn cho người Nhật tại Trung Quốc. Ngày hôm sau, thủ tướng Nhật Bản Noda Yoshihiko phát biểu 'Chúng tôi muốn [Trung Quốc] giám sát tình hình để ít nhất công dân và doanh nghiệp Nhật Bản tại Trung Quốc sẽ không gặp nguy hiểm. Chúng tôi sẽ tiếp tục có thái độ kiên quyết nhưng chúng tôi cũng sẽ giữ bình tĩnh. Nhật Bản sẽ yêu cầu phía Trung Quốc làm điều tương tự'. Ông Noda nhấn mạnh sẽ tiếp tục duy trì chủ quyền đối với quần đảo Senkaku, chính phủ sẽ tăng cường giám sát và ngăn chặn các tàu Trung Quốc xâm phạm các vùng biển liên quan, đặc biệt quan tâm áp dụng nguyên tắc "kiên quyết tương xứng" và "bình tĩnh" để giải quyết vấn đề khi các cuộc biểu tình của Trung Quốc đe dọa "an ninh của người Nhật và các công ty Nhật Bản. Chúng tôi phản đối chính phủ Trung Quốc và mạnh mẽ tìm kiếm an ninh".
Ngày 17 tháng 9, Bộ trưởng Ngoại giao Nhật Bản Kōichirou Genou tiết lộ một thỏa thuận với Hoa Kỳ sẽ bảo vệ các đảo, mặc dù chủ đề này không được thảo luận với người Mỹ. Đúng một ngày sau, cựu Bộ trưởng Quốc phòng Ishiba Shigeru nói rằng 'mất một mảnh của Nhật Bản sẽ đồng nghĩa với mất toàn bộ quốc gia. Chúng ta cần phải tăng cường răn đe, có thể bằng cách cân nhắc phối hợp giữa Lực lượng Bảo vệ bờ biển Nhật Bản và Lực lượng Phòng vệ Biển Nhật Bản'. Chánh Văn phòng Nội các Fujimura Osamu dẫn lời thủ tướng Noda Yoshihiko nói 'chúng tôi sẽ cảnh giác và thực hiện mọi biện pháp có thể'. Người phát ngôn của Lực lượng Phòng vệ Biển Nhật Bản cho biết đã điều máy bay tuần tra trên biển Hoa Đông nhưng không nhận thấy vấn đề báo động nào, nói rằng 'theo chúng tôi biết thì đây không phải là tình huống cần đến hành động của chúng tôi'. Cùng ngày, cựu Đại sứ Nhật Bản tại Trung Quốc Yūji Miyamoto cho rằng 'thái độ mạnh mẽ của Trung Quốc bắt nguồn từ nền tảng tăng trưởng kinh tế nhanh chóng và nhu cầu bảo đảm nguồn lực. Trong những năm gần đây, Trung Quốc quan tâm đến các mỏ dầu nằm dưới đáy biển Đông nên việc ma sát với các nước láng giềng Đông Nam Á đang tăng cường'. Ngày 19 tháng 9, thống đốc Tokyo Ishihara Shintarō nhấn mạnh phản ứng của Nhật Bản đối với sự xâm lược lãnh hải của tàu Hải giám Trung Quốc là 'nếu nó trở nên quá khích hoặc cực đoan, bạn có thể nói 'tôi sẽ dập tắt nó'', Ishihara Shintarō chỉ trích 'khủng bố, đây là khủng bố' đối với biểu tình bạo lực bài Nhật tại Trung Quốc. Ngày 24 tháng 9, thủ tướng Nhật Bản Noda Yoshihiko cảnh báo Trung Quốc rằng 'các cuộc biểu tình bạo lực và các lệnh trừng phạt thương mại không chính thức rõ ràng có thể khiến các nhà đầu tư nước ngoài sợ hãi, làm suy yếu hơn nữa nền kinh tế thực sự mỏng manh của Trung Quốc. Tôi hy vọng Trung Quốc có thể tỉnh táo và nhận thức hợp lý rằng bất kỳ hành vi nào mâu thuẫn với điều này sẽ gây bất lợi cho chính họ'.
Ngày 26 tháng 9, chính phủ Nhật Bản hủy bỏ chuyến thăm Trung Quốc nhân kỷ niệm 40 năm bình thường hóa quan hệ Nhật Bản–Trung Quốc. Bốn ngày sau, cựu chủ tịch đảng Dân chủ Maehara Seiji tuyên bố 'Trung Quốc đang xuyên tạc sự thật trong mối quan hệ giữa Okinawa với quần đảo Senkaku, đó là một sai phạm nghiêm trọng. Những người tại Nhật Bản bao gồm cả chính khách cũng không nhìn thẳng vào lịch sử và cố gắng trốn tránh. Đây là một tranh chấp lãnh thổ'. Ngày 19 tháng 10, chính phủ Nhật Bản chấm dứt dự án có thời hạn 10 năm 'giao lưu sĩ quan cấp trường' giữa Lực lượng Phòng vệ Nhật Bản và Giải phóng quân Nhân dân Trung Quốc. Ngày 13 tháng 1 năm 2013, Thủ tướng Nhật Bản Abe Shinzō chỉ trích 'Thật sai lầm khi Trung Quốc là một quốc gia có trách nhiệm với cộng đồng quốc tế, đã đạt được một mục tiêu chính trị bằng cách cho phép phá hoại các công ty liên kết của Nhật Bản và các công dân Nhật Bản có đóng góp cho nền kinh tế Trung Quốc. Điều này sẽ không chỉ làm xói mòn mối quan hệ song phương, mà còn ảnh hưởng tiêu cực đến nền kinh tế và xã hội Trung Quốc'.

##### Xã hội Nhật Bản
Ngày 11 tháng 9, đài NHK bắt đầu thực hiện chương trình dự báo thời tiết trên quần đảo Senkaku. Ngày 14 tháng 9, sau khi nữ diễn viên Aoi Sora kêu gọi tình hữu nghị giữa Trung Quốc và Nhật Bản trên Sina Weibo, cư dân mạng Trung Quốc đã phản ứng khác nhau. Ngày 17 tháng 9, năm nhà hoạt động Nhật Bản tổ chức biểu tình trước Đại sứ quán Trung Quốc tại Nhật Bản ở Tokyo nói rằng 'thật xấu hổ, người Trung Quốc! Người Nhật sẽ không im lặng'. Từ ngày 17-18 tháng 9, các trường Nhật Bản tại Bắc Kinh đã hủy lịch dạy ở các lớp học. Hãng sản xuất xe cơ giới Honda tạm thời đóng cửa toàn bộ năm nhà máy lắp ráp lớn tại Trung Quốc, trong khi Toyota giữ lại quyết định đóng cửa tạm thời để các công ty con tự quyết định dựa trên bối cảnh địa phương, Nissan tạm thời đóng cửa hai trong tổng số ba nhà máy tại Trung Quốc, Mazda quyết định tạm dừng sản xuất tại Nam Kinh trong bốn ngày. Sony quyết định tạm dừng hai trong tổng số bảy nhà máy một khoảng thời gian ngắn, hai nhà máy của Panasonic ở Thanh Đảo và Tô Châu tại Trung Quốc đã bị đập phá trong các vụ tấn công, Canon tạm thời đóng cửa ba trong tổng số các nhà máy tại Trung Quốc, Kobe Steel tạm dừng hoạt động bốn nhà máy trong tháng 9 năm 2012, Fast Retailing tạm dừng hoạt động 19 cửa hàng tại Trung Quốc. AEON đóng cửa 30 siêu thị trong tổng số 35 siêu thị tại Trung Quốc.
Ngày 18 tháng 9, nhóm cực hữu Nhật Bản Ganbare Nippon (tổ chức đổ bộ lên các đảo đang tranh chấp trước đó) đã tổ chức một cuộc biểu tình đối ngược bài Trung tại Tokyo với khoảng 50 người. Cùng ngày, Audi Nhật Bản xin lỗi trên Twitter về vụ việc xuất hiện biểu ngữ bài Nhật trước đại lý ô tô Audi tại Vân Nam của Trung Quốc, đại diện Baidu Nhật Bản nói rằng công ty không biết gì về việc sử dụng biểu trưng của quần đảo Điếu Ngư, cổ phiếu một số công ty Nhật Bản bị thua lỗ ở Trung Quốc đã bị bán tháo do lo ngại về quan hệ Nhật Bản–Trung Quốc. Hãng hàng không Japan Airlines giảm một nửa các chuyến bay Tokyo–Bắc Kinh và Ōsaka–Thượng Hải. Trong khi đó, hãng All Nippon Airways báo cáo khoảng 3.800 hành khách hủy chuyến bay từ Nhật Bản đến Trung Quốc và tiết lộ khoảng 15.000 khách du lịch Trung Quốc hủy bay đến Nhật Bản. Theo khảo sát của Asahi Shimbun từ 8 tháng 8 đến 20 tháng 9, 90% người Nhật cho rằng quan hệ Nhật Bản–Trung Quốc xấu đi. Reuters công bố khảo sát khoảng 41% công ty Nhật Bản (260 trong tổng số 400 công ty) thừa nhận căng thẳng biểu tình tại Trung Quốc đang ảnh hưởng đến kế hoạch kinh doanh, một số xem xét rút khỏi Trung Quốc. Theo khảo sát năm 2012 của Nihon Keizai Shimbun và Trung tâm Nghiên cứu Chiến lược và Quốc tế, 82,2% người Nhật cho rằng 'rủi ro chính trị' là rủi ro lớn nhất đối với việc kinh doanh tại Trung Quốc và 43,7% người Nhật cho rằng 'tẩy chay doanh nghiệp hoặc hàng hóa Nhật Bản khi quan hệ Nhật Bản–Trung Quốc xấu đi' là vấn đề nghiêm trọng nhất.

#### Bình luận truyền thông

##### Trung Quốc
Nhân Dân nhật báo xuất bản tựa đề bài viết 'Chúng ta bảo vệ quần đảo Điếu Ngư bằng cách nào?' đã gọi biểu tình bài Nhật giống như một "cuộc diễu hành liên quan đến Nhật Bản" và tin rằng "sự tàn bạo phi lý không khác gì các chính trị gia Nhật Bản'. China Daily cứng rắn lập luận 'Trung Quốc nên quên đi việc thúc đẩy hội nhập kinh tế Trung-Nhật và chống lại chủ nghĩa quân phiệt Nhật Bản đang hồi sinh'. China Daily chỉ ra 'Nhật Bản đã cố gắng hạ thấp tranh chấp quần đảo Điếu Ngư bằng cách gửi một lá thư do Thủ tướng Nhật Bản Noda Yoshihiko viết tới Chủ tịch nước Cộng hòa Nhân dân Trung Hoa Hồ Cẩm Đào, tiến hành "ngoại giao hành lang" bên lề Diễn đàn Hợp tác Kinh tế châu Á - Thái Bình Dương và hứa hẹn không thay đổi hiện trạng hoặc xây dựng các cấu trúc mới trên quần đảo Điếu Ngư. Rõ ràng Nhật Bản đang sử dụng cả sách lược cứng và mềm để củng cố hơn nữa việc chiếm đóng bất hợp pháp quần đảo Điếu Ngư'. Tân Hoa Xã nói rằng 'Nếu Trung Quốc đang thực hiện tốt đầu tư nội địa và môi trường xã hội ổn định để giới thiệu với nhà đầu tư nước ngoài, điều đó rất quan trọng để thuyết phục Nhật Bản chuyển các ngành công nghệ cao và các ngành giá trị gia tăng cao tới Trung Quốc, việc này vô cùng quan trọng'.
Yahoo! Trung Quốc bình luận 'trong một xã hội không có luân thường đạo lý cơ bản, mọi người hành động với cảm xúc mạnh mẽ thì tất yếu làm tổn thương lẫn nhau. Sự giao thương ngày càng phát triển giữa những người lạ trong xã hội này, tần suất mà mọi người làm tổn thương nhau với cường độ ngày càng lớn'. Tuần san Tân văn Trung Quốc đăng bài xã luận đặc biệt nói rằng "những kẻ yếu đuối có tâm lý phẫn uất hơn khi đối mặt với một quốc gia hùng mạnh đã bắt nạt đất nước của họ. Vì sức mạnh hạn chế, họ có xu hướng trút giận lên đường phố của chính họ. Tẩy chay hàng hóa nước ngoài và thậm chí đập phá hàng hóa nước ngoài thuộc sở hữu của đồng bào trong chính đất nước của họ, buộc tội những người đó là kẻ phản bội, đó thường là vũ khí của kẻ yếu... Vị thế toàn cầu của Trung Quốc đã được cải thiện và nó cần trưởng thành trong tâm hồn. Cho dù bạn nghĩ về bản thân hay suy nghĩ về thế giới, bạn không thể nán lại ở thời điểm bệnh tật. Nhật báo đô thị phương Nam nhận xét 'Bất cứ ai có một phán đoán tối thiểu và lý trí căn bản khó có thể liên kết sự tàn bạo ngột thở này với sự nhiệt tình yêu nước của mình. [....] Một nhóm công dân có tư duy độc lập và lý trí nên là nguồn năng lượng tích cực để đất nước phát triển, có tự do và phẩm giá'.
Tin tức Bắc Kinh đăng bài xã luận đặc biệt nói rằng trong lúc diễu hành, dẫu cho chỉ có một cá nhân vi phạm pháp luật cũng đủ làm hành động yêu nước thành đáng xấu hổ. Chủ nghĩa yêu nước không phải là một cái cớ để vượt qua luật pháp. Nhật báo Thanh niên Bắc Kinh nói rằng 'những khu phố đầy mùi khói, ô tô bị lật nhào và những người với khuôn mặt méo mó không phải là cảnh mà một xã hội văn minh nên có, mà giống như một sự tăm tối gớm ghiếc nhiều hơn... Nếu bạn để xung lượng này tiếp tục, không chỉ vấn đề quần đảo Điếu Ngư không thể được giải quyết mà ngay cả trật tự cuộc sống bình thường của người dân cũng không thể được đảm bảo. Nó là cần thiết để ngăn chặn phá hoại và phóng hỏa, các biện pháp lâu dài để xoa dịu sự thù địch cũng cần mau lẹ tích lũy'. Đại Công báo nhận xét rằng 'một số khách sạn đã đốt cháy nhiều ô tô nhãn hiệu Nhật Bản và hành hung người Nhật, điều đó không thực sự thể hiện chủ nghĩa yêu nước bài Nhật của họ mà là để trút bỏ thực tế bị đè nén và sự bất mãn mạnh mẽ của họ. Bởi vì ở Trung Quốc, chủ nghĩa yêu nước có tính đúng đắn chính trị tuyệt đối, nhân danh chủ nghĩa yêu nước, ngay cả khi họ tạo ra ngọn lửa thì chính phủ Trung Quốc cũng khó có thể buộc họ phải chịu trách nhiệm... Nó có liên quan nhiều đến việc chính phủ Trung Quốc phải sử dụng chủ nghĩa yêu nước và chủ nghĩa dân tộc Trung Quốc để thiết lập và nâng cao 'tính hợp pháp''.
Minh báo dẫn lời giáo sư Hồ Tinh Đẩu tại Học viện Công nghệ Bắc Kinh nói rằng sự mất kiểm soát trong cuộc biểu tình liên quan đến chủ nghĩa yêu nước của người Trung Quốc nhưng thiếu nhận thức quyền công dân và dễ dàng bị chủ nghĩa dân tộc cực đoan kiểm soát, 'người Trung Quốc có cả hai yếu tố là đám đông hỗn loạn và thiếu nhận thức quyền công dân'. Chính phủ Trung Quốc có một số chấp thuận trong việc diễu hành để thay đổi tầm nhìn xã hội, tăng cường sự gắn kết và trút bỏ cảm xúc dân tộc. Sina Corp bình luận 'trong những đám dông diễu hành khắp nơi, ngoài những khẩu hiệu bài Nhật, nhiều người đã giơ cao chân dung nhà lãnh đạo quá cố của Đảng Cộng sản Trung Quốc Mao Trạch Đông và cầm tấm vải "Mao chủ tịch, chúng tôi nhớ ông", những người diễu hành thậm chí đã hát Quốc tế ca dường như muốn thể hiện một số tiếng nói không dính dáng đến chính quyền'.
Sohu cho rằng 'Trung Quốc thực hiện các biện pháp trừng phạt kinh tế đối với Nhật Bản là con dao hai lưỡi. Trung Quốc là đối tác thương mại lớn nhất của Nhật Bản và Nhật Bản là đối tác thương mại lớn thứ hai của Trung Quốc. Năm 2011, thương mại song phương Trung-Nhật đạt hơn 340 tỷ US$, một giá trị tăng gấp 3 lần trong thập kỷ qua'. South China Morning Post cho rằng 'Trung Quốc cuối cùng đã trở thành cường quốc kinh tế và quân sự, một nhân vật chủ chốt trong chính trị toàn cầu. Nhưng người Trung Quốc theo một cách nào đó vẫn không thể thoát khỏi tâm lý 'nạn nhân', đặc biệt là khi liên quan đến Nhật Bản. [...] Điều tồi tệ hơn là lập trường của Bắc Kinh trong tranh chấp biển Đông với nhiều quốc gia khác nhau. Trung Quốc dường như muốn sử dụng cơ bắp và ra lệnh cho các quốc gia liên quan bằng cách cưỡng ép tuân thủ các điều khoản đơn phương lặp lại của Trung Quốc'. Đại Kỷ Nguyên cho rằng một số cuộc biểu tình bài Nhật được kích động bởi lực lượng Cảnh sát Vũ trang Nhân dân Trung Quốc và đảng viên đảng Cộng sản Trung Quốc khi các nhân vật khả nghi kích động mặc áo chống đạn và đeo tai nghe cảnh sát. Đại Kỷ Nguyên chỉ ra sự kiểm duyệt bất thường trên Sina Weibo, sự cho phép biểu tình bài Nhật diễn ra trong khi biểu tình chống chính phủ Trung Quốc bị kiềm chế.

##### Nhật Bản
The Japan Times cho rằng 'các cuộc biểu tình diễn ra vào thời điểm nhạy cảm về mặt chính trị nhiều tháng trước sự thay đổi nhà lãnh đạo một thập kỷ của Trung Quốc, tại một số thành phố đã chuyển thành các phong trào chỉ trích nhiều vấn đề như chế độ độc đảng và tham nhũng của bộ máy quan liêu'. NHK dẫn lời giáo sư Kazuko Mōri tại đại học Waseda khi nói về những người trẻ Trung Quốc tham gia biểu tình bài Nhật: 'Không chỉ là chủ nghĩa yêu nước mà đó còn là giáo dục chính trị, nghĩa là cách giáo dục đó đi kèm sức mạnh đạo đức. Tuy nhiên, trong cộng đồng quốc tế, những hành động yêu nước gây phiền phức cho các quốc gia khác hoặc xâm phạm chủ quyền các quốc gia khác thì không phải là vô tội, đây là một tội ác, một sự man rợ, một hành động vô đạo đức. Tôi muốn những người trẻ Trung Quốc chịu trách nhiệm cho tương lai nhận thức đầy đủ và tôi muốn kêu gọi mạnh mẽ vào thời điểm này'.
Yomiuri Shimbun xuất bản xã luận ngày 17 tháng 9 và 19 tháng 9 nói rằng những kẻ phá hoại tại Trung Quốc là 'bạo lực cực đoan' và 'yêu nước ngây thơ', 'tình cảm của Nhật Bản đối với Trung Quốc đang trở nên tồi tệ hơn', chính phủ Trung Quốc nên xử lý nghiêm các nghi phạm liên quan đến phá hoại theo đúng pháp luật, Lực lượng Bảo vệ bờ biển Nhật Bản cần bảo đảm an ninh kỹ lưỡng quần đảo Senkaku, một yêu cầu mạnh mẽ đảm bảo an toàn cho các công ty Nhật Bản và người Nhật từ chính phủ Nhật Bản đến chính phủ Trung Quốc, tăng cường trách nhiệm của quân đội Hoa Kỳ tại Nhật Bản, kêu gọi sự ủng hộ từ quốc tế đối với quần đảo Senkaku thuộc lãnh thổ Nhật Bản. Yomiuri Shimbun chỉ ra 'những người biểu tình cầm ảnh chân dung Mao Trạch Đông có lẽ chất chứa sự bất mãn mạnh mẽ với bất bình đẳng kinh tế ngày càng lớn dưới thời chính quyền hiện tại. Không thể nói rằng đây chỉ là biểu tình bài Nhật đơn thuần'. Sankei Shimbun phân tích rằng lãnh đạo Trung Quốc Hồ Cẩm Đào ban đầu dự định đối phó vấn đề quốc hữu hóa quần đảo Senkaku ở mức độ vừa phải, nhưng sau sự kiện tổng thống Hàn Quốc Lee Myung-bak đến thăm đảo Liancourt và trở thành một vấn đề nghiêm trọng giữa Nhật Bản–Hàn Quốc thì quan điểm chủ nghĩa bảo thủ 'tại sao chỉ có Trung Quốc yếu nhược trước Nhật Bản?' gia tăng trong đảng Cộng sản Trung Quốc. Khi Phó Chủ tịch nước Cộng hòa Nhân dân Trung Hoa theo chủ nghĩa bảo thủ Tập Cận Bình được bổ nhiệm Tổng bí thư Đảng Cộng sản Trung Quốc và người bạn thân Lật Chiến Thư nhậm chức chủ nhiệm Văn phòng Trung ương Đảng Cộng sản Trung Quốc, Tập Cận Bình thiết lập đường lối cứng rắn với Nhật Bản và các cuộc biểu tình bài Nhật được khuyến khích.
Mainichi Shimbun nhận định khi các cuộc biểu tình bài Nhật lan rộng, nhiều nơi xuất hiện những người biểu tình cầm ảnh chân dung Mao Trạch Đông. Diễu hành lớn với ảnh Mao Trạch Đông giống như một biểu tượng đại chúng sử dụng khao khát của người Trung Quốc đối với thời đại Mao khi bất bình đẳng kinh tế còn ít, giống như trường hợp cách chức Bạc Hy Lai được phân tích để đại diện sự lan truyền bất mãn quần chúng do bất bình đẳng kinh tế và hiện trạng của Trung Quốc hiện tại với nhóm người chủ nghĩa bảo thủ nổi lên. Tokyo Shimbun phân tích 'lý do chính khiến biểu tình bài Nhật biến thành một đám đông bạo lực là bởi vì có sự tham gia của những lao động nhập cư bất mãn với tham nhũng và bất bình đẳng kinh tế. Biểu tình giống như một lối thoát cho sự bất mãn xã hội với những hành động dữ dội. Hầu hết trong số chín lãnh đạo đảng Cộng sản Trung Quốc thuộc Ban Thường vụ Bộ Chính trị Đảng Cộng sản Trung Quốc (bao gồm cả Tổng Bí thư Hồ Cẩm Đào và Thủ tướng Ôn Gia Bảo) đã cho phép biểu tình bài Nhật diễn ra'. Nihon Keizai Shimbun bình luận 'với dàn lãnh đạo tiếp theo của đảng Cộng sản Trung Quốc sắp ra mắt vào mùa thu này, họ bắt đầu sử dụng vấn đề Senkaku và tâm lý bài Nhật để phát động sức mạnh quốc gia. Mặt khác, chính quyền cảnh giác với các cuộc biểu tình sẽ chuyển sang chỉ trích sự cai trị độc đảng của đảng Cộng sản Trung Quốc'.

##### Quốc tế
VOA tin rằng với sự phổ biến tham nhũng và những bất bình công khai sâu sắc, không thể loại trừ khả năng tâm lý bài Nhật sẽ phát triển thành các cuộc biểu tình chống chính phủ. The New York Times đánh giá 'Tập Cận Bình khi so sánh với Mao Trạch Đông chủ yếu dựa vào nỗ lực tập trung quyền lực và xây dựng một hình ảnh lôi cuốn 'Bác Tập'. Nhưng không giống như Mao Trạch Đông, Tập Cận Bình không kêu gọi người dân nổi dậy và khuấy động một bàn tay tập thể chống lại sức mạnh nước ngoài. Cho đến hiện tại, Tập Cận Bình thể hiện một bộ mặt cứng rắn nhưng ôn hòa với thế giới, dựa vào sức mạnh nội lực của Trung Quốc để khẳng định và bảo vệ lợi ích của Trung Quốc mà không nhượng bộ với những tiếng nói cực đoan trên internet'. Chosun Ilbo nhận xét rằng 'để đối phó với các cuộc biểu tình bài Nhật tại Trung Quốc, chính phủ Nhật Bản đã không đưa ra một phản ứng hiệu quả nào, điều này thể hiện chính phủ Nhật Bản đã không làm bất cứ hành động gì với Trung Quốc'.
Der Spiegel phỏng vấn Hội đồng đối ngoại Đức là Eberhard Sandschneider về vấn đề quần đảo Senkaku và các cuộc biểu tình bài Nhật tại Trung Quốc, ông nói rằng nguyên nhân ba chính phủ ở Trung Quốc, Đài Loan, Nhật Bản căng thẳng về quần đảo Senkaku là bởi vì bị áp lực của các lực lượng theo chủ nghĩa dân tộc. Liên quan đến xu hướng "tẩy chay hàng hóa Nhật Bản" trong các cuộc biểu tình bài Nhật tại Trung Quốc, Eberhard Sandschneider tin rằng chiến tranh thương mại có thể nguy hiểm hơn chiến tranh quân sự. Forbes dẫn lời Morita Kyohei của Barclays 'tâm lý bài Nhật gia tăng có thể trở thành một xúc tác cho sự thay đổi hơn nữa trọng tâm hướng về phía Đông Nam Á từ Trung Quốc của các công ty Nhật Bản'. Forbes cho rằng chủ nghĩa dân tộc cực đoan mới của Trung Quốc được phô trương trong tuần qua có thể tác động đến nhiều thương hiệu từ các quốc gia khác. VnExpress bình luận 'Thế giới đang chứng kiến một quá trình thay đổi chậm rãi nhưng chắc chắn ở Nhật Bản theo hướng cứng rắn hơn trong ngoại giao và quân sự trước sự mạnh lên nhanh chóng của Trung Quốc', 'các nhà hàng và siêu thị Nhật bị phá, các sản phẩm Nhật bị đập trong những cuộc biểu tình của người Trung Quốc. Đó có phải màn dạo đầu của một cuộc chiến tranh thương mại Nhật-Trung'. VietNamNet dẫn lời chuyên gia Valerie Niquet thuộc Quỹ Nghiên cứu chiến lược (FRS) nói rằng 'sự căng thẳng giữa đôi bên chỉ tăng dần, khi cùng với sự gắn kết khổng lồ với nhau về kinh tế, trong con mắt các nhà lãnh đạo Trung Quốc thì Nhật Bản ngày càng có xu hướng trở thành nơi để chuyển dịch sự thất vọng của người dân Trung Quốc. Xu hướng đó được thiết lập vững chắc sau chuyến thăm "tai họa" của ông Giang Trạch Dân đến Tokyo năm 1998.[...] Trung Quốc đã có nhiều tuyên bố đơn phương về lãnh thổ trên biển mà không có sự công nhận của quốc tế. Đó là chuyện xảy ra ở biển Hoa Đông và ở biển Đông với Philippines và Việt Nam. Điều thôi thúc Trung Quốc đẩy mạnh việc này là kể từ khi xảy ra khủng hoảng tài chính toàn cầu 2007-2008, Trung Quốc đã có một phân tích sai lầm, dựa trên việc đánh cược rằng Hoa Kỳ đã suy yếu và giờ là thời điểm để Trung Quốc tiến ra các vùng biển'; tiến sĩ Jean-Luc Domenach cho rằng 'tăng trưởng của Trung Quốc bắt đầu chậm lại, áp lực trên các thị trường bất động sản tăng cao. Đặc biệt, sự không thuận lợi trong quá trình chuẩn bị cho Đại hội Đảng Cộng sản Trung Quốc lần thứ 18 của đảng Cộng sản Trung Quốc, ở đây là vụ án Bạc Hy Lai, khiến giới chức Trung Quốc phải tìm ra một cái gì đó để xả áp lực, để tạo ra một mối quan tâm về an ninh trong hoàn cảnh có nhiều hoài nghi trong nước. Căng thẳng với Nhật Bản nằm trong tính toán đó'.
Los Angeles Times cho biết dù không có bằng chứng cảnh sát Trung Quốc tham gia vào bạo lực, nhưng cảnh sát tại nhiều thành phố đã hướng dẫn người dân về địa điểm biểu tình và dọn đường để hàng chục nghìn người tham gia, nhiều người biểu tình được công ty cho nghỉ phép để đi biểu tình. NPR nhận xét 'ở một quốc gia khi các cuộc biểu tình quy mô lớn thường bị đàn áp, thực tế là các cuộc biểu tình vào Thứ Bảy được cho phép nổ ra giống như một dấu hiệu thể hiện lập trường của chính phủ'. Tiến sĩ Miura Kacie tại Viện Công nghệ Massachusetts bình luận 'những người nghiên cứu Trung Quốc coi chủ nghĩa dân tộc như một loại dẫn chuyện được chính phủ tích cực tạo ra, giúp tạo nên tính hợp pháp cho đảng Cộng sản Trung Quốc', lập luận rằng chính phủ Trung Quốc không phải là một dạng tập quyền thống nhất trong những phản ứng chính trị quyết định đối với các tranh chấp quốc tế. Chiến dịch chống tham nhũng của chính phủ trung ương đối với chính trị địa phương cũng như thất nghiệp gia tăng và tình trạng bất ổn xã hội được Bắc Kinh coi là vô cùng đáng báo động, có thể là yếu tố khiến chính quyền địa phương tuân thủ theo chính sách bài ngoại của chính quyền trung ương. The Wall Street Journal phân tích "truyền thông chính phủ Trung Quốc ban đầu thúc đẩy ngọn lửa thù hận nhưng sau đó đã cố gắng lắng dịu nó. Cảnh sát cho phép người biểu tình tự do hành động, nhưng yêu cầu họ trở về nhà nếu họ bắt đầu giận dữ. Cách tiếp cận kép này là điển hình cho cách phản ứng của chính phủ Trung Quốc. Đảng Cộng sản Trung Quốc được hưởng lợi bằng cách tiếp tục dung dưỡng tâm lý bài Nhật. Điều này tạo tin tưởng (hoặc được cho là) thúc đẩy tính hợp pháp lịch sử của đảng Cộng sản Trung Quốc chống lại Đế quốc Nhật Bản xâm lược, đưa Trung Quốc trở lại vị thế vốn có trên thế giới. Tuy nhiên, chính phủ Trung Quốc phải đảm bảo rằng những người biểu tình sẽ không chỉ trích họ yếu nhược trước chính phủ Nhật Bản, trong khi vẫn dung dưỡng tâm lý giận dữ bài Nhật ở mức độ cao".

## Trấn áp

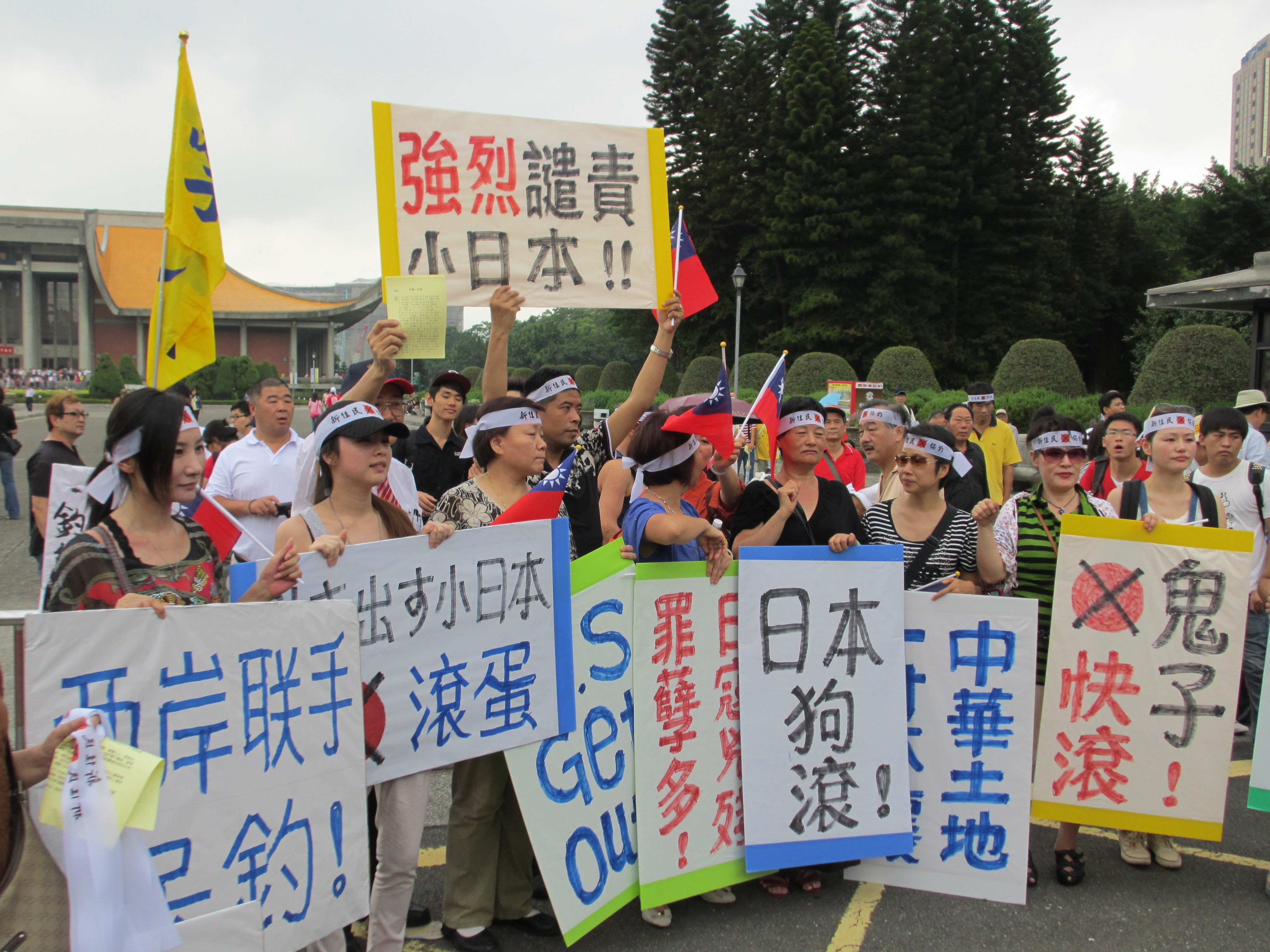
Những người biểu tình tại Đài Loan cầm các biểu ngữ như Ác quỷ Nhật và Tiểu Nhật Bản sau những leo thang trong tranh chấp quần đảo Senkaku năm 2012.

Ngày 14 tháng 9, cảnh sát Thâm Quyến bắt giữ bốn người biểu tình xâm phạm quyền sở hữu cá nhân khi cố tình đập phá ô tô bên đường. Ngày 16 tháng 9, truyền thông Trung Quốc đại lục cùng Sina Weibo công khai kêu gọi người dân đại lục nên lý trí và yêu nước, tẩy chay hàng hóa Nhật Bản, không làm hại đồng bào của Nhật Bản, không dùng danh nghĩa 'chủ nghĩa yêu nước' để cướp bóc và đập phá. Cùng ngày, cảnh sát Trường Sa bắt giữ một số người liên quan đến các cáo buộc bạo loạn trong các cuộc biểu tình ngày 15 tháng 9. Ngày 17 tháng 9, cảnh sát Tây An cấm các cuộc biểu tình lớn, cấm sử dụng điện thoại hoặc tin nhắn trực tuyến để tổ chức biểu tình bất hợp pháp. Cùng ngày, cảnh sát Quảng Châu thông báo một số nghi phạm đã đập phá xe nhãn hiệu Nhật Bản, bắt giữ 10 người và phạt hành chính 1 người. Trong khoảng thời gian một tuần, các lực lượng bán quân sự tại Thượng Hải được điều động bảo vệ quanh Lãnh sự quán Nhật Bản theo một vòng tròn đồng hồ và thu giữ các công cụ phá hoại của người biểu tình, cảnh báo phản đối bạo lực bằng loa phóng thanh và giới hạn thời gian của người biểu tình tại địa điểm này trong vài phút. Ngày 18 tháng 9, cảnh sát Thanh Đảo bắt giữ sáu người vì những hành vi bạo lực liên quan đến các cuộc biểu tình. Chính quyền Quảng Châu đã bắt giữ 18 người có hành vi phá hoại bài Nhật và yêu cầu công chúng tố giác bằng chứng chống lại những kẻ vi phạm khác. Chính quyền các địa điểm khác tại Quảng Đông cảnh báo người dân không tham gia vào các đám đông lớn.
Ngày 18 tháng 9, chính phủ Trung Quốc triển khai lực lượng cảnh sát chống bạo động để trấn áp các cuộc biểu tình hiện tại và ngăn chặn các vụ biểu tình tái diễn. Các ga đường sắt gần địa điểm biểu tình bị quản lý tàu điện ngầm Bắc Kinh cho đóng cửa, các con đường được mở lại cho phương tiện giao thông hoạt động, các thông điệp văn bản trên toàn Bắc Kinh cảnh báo người dân phản đối các vụ biểu tình mới, Tân Hoa Xã xóa bài viết giới thiệu về '10 bộ phim bài Nhật hay nhất'. Ngoài các cuộc biểu tình quy mô nhỏ ở Thượng Hải, không có cuộc biểu tình mới nào được báo cáo vào ngày 19 tháng 9. Các sở cảnh sát trên toàn bộ Trung Quốc tuyên bố sẽ trừng phạt những người bạo loạn trên Sina Weibo, Bộ Thương mại Trung Quốc kêu gọi các công ty nước ngoài báo cáo thiệt hại cho chính quyền. Đại sứ quán Nhật Bản tại Bắc Kinh xác nhận không còn các cuộc biểu tình tại đó và các doanh nghiệp Nhật Bản đóng cửa trong thời gian diễn ra các cuộc biểu tình đã hoạt động trở lại. Ngày 19 tháng 9, cảnh sát Thanh Đảo thông báo sáu nghi phạm bị bắt giữ vào ngày 15 tháng 9 vì cáo buộc bạo loạn đã bị giam giữ hình sự theo luật định.
Ngày 21 tháng 9, hàng chục sĩ quan Lực lượng Bảo vệ bờ biển Nhật Bản và cảnh sát Okinawa đã đổ bộ lên đảo Uotsuri thuộc quần đảo Senkaku để đối phó cuộc đổ bộ của các nhà hoạt động Đài Loan. Ngày 22 tháng 9, Thủy quân lục chiến Hoa Kỳ và Lực lượng Phòng vệ Mặt đất Nhật Bản tiến hành một cuộc tập trận đổ bộ dựa trên kịch bản một đảo bị quân địch chiếm đóng.

## Thiệt hại kinh tế
Trong thời gian diễn ra biểu tình bài Nhật, xuất hiện những lời kêu gọi tẩy chay hàng hóa Nhật Bản cùng việc phá hủy một số sản phẩm Nhật Bản đang lưu hành. Nhiều doanh nghiệp và nhà máy Nhật Bản tại Trung Quốc bị đóng cửa trong chuỗi phản ứng trước các cuộc biểu tình. Một số chuyến bay du lịch theo đoàn của người Trung Quốc hướng đến Nhật Bản bị hủy bỏ, giáng một đòn mạnh vào công nghiệp du lịch Nhật Bản. Theo báo cáo của Cơ quan Xúc tiến Du lịch Nhật Bản, khách du lịch Trung Quốc giảm từ 121.673 vào tháng 9 xuống còn 69.713 vào tháng 10, số lượng khách du lịch Trung Quốc trong năm 2012 giảm 34,3% so với năm 2011. Toshiya Tsugami từng làm tại Bộ Kinh tế, Thương mại và Công nghiệp cho biết hàng năm có hơn 1 triệu khách du lịch Trung quốc đến Nhật Bản, các công ty Nhật Bản xúc tiến khách du lịch Trung Quốc chịu nhiều thiệt hại. Công nghiệp sản xuất chế tạo ô tô Nhật Bản đã chịu một khoản lỗ 250 triệu US$ trong khoảng thời gian từ ngày 15 - 21 tháng 9 do việc sản xuất khoảng 14.000 xe bị tạm dừng. Những kẻ bạo loạn đã cướp phá và đập vỡ cửa sổ của một số trung tâm thương mại AEON, gây thiệt hại 8,8 triệu US$ cho một địa điểm; mặc dù AEON vẫn tiếp tục mở rộng hoạt động tại Trung Quốc nhưng tập trung vào bán hàng hóa do Trung Quốc sản xuất và giữ thị phần hàng hóa sản xuất tại Nhật Bản ở mức khoảng 5%. Hai cửa hàng bách hóa Heiwado tại Trường Sa bị phá hủy hoàn toàn với tổng thiệt hại ước tính hơn 2 tỷ JP¥. The Guardian dự đoán sự suy thoái kinh tế toàn cầu do các cuộc biểu tình tại Trung Quốc. Chính phủ Nhật Bản ước tính các công ty Nhật Bản thiệt hại tới 10 tỷ JP¥ (khoảng 126 triệu US$) vì bạo loạn và tẩy chay, doanh số bán hàng của Toyota tại Trung Quốc năm 2012 giảm 4,9% là mức giảm đầu tiên kể từ năm 2001, doanh số bán hàng của Nissan năm 2012 tại Trung Quốc giảm 5,3% là mức giảm đầu tiên từ năm 2003. Ngày 9 tháng 10 năm 2012 tại thị trường Trung Quốc, Toyota thông báo doanh số bán hàng giảm 49% trong tháng 9 so cùng kỳ năm 2011, Honda doanh số giảm 40%, Nissan doanh số giảm 35%, Mazda doanh số giảm 35% trong tháng 9. Merrill Lynch ước tính thị trường ô tô Trung Quốc chiếm lợi nhuận ròng 25% của Nissan, 21% của Toyota, 16% của Honda nhưng lợi nhuận tại Trung Quốc đang giảm dần sau biểu tình bài Nhật; Hiệp hội ô tô hành khách quốc gia (Trung Quốc) cho biết thị phần ô tô Nhật Bản tại Trung Quốc vào tháng 8 giảm 2,9% so với cùng kỳ năm ngoái.
The Washington Post dẫn lời phó giáo sư Jessica Chen Weiss tại đại học Cornell nói rằng 'doanh số của các thương hiệu Nhật Bản chỉ tính riêng ngành công nghiệp ô tô đã mất 1,1 triệu US$ tại thị trường Trung Quốc vào năm 2012 và tác động đã kéo dài trong vài năm sau đó'. Tháng 3 năm 2013, Forbes trích dẫn doanh số bán ô tô Nhật Bản tại thị trường Trung Quốc giảm 14,3% so với cùng kỳ năm ngoái. Theo dữ liệu Aowei Holding vào tháng 9 năm 2012, thị phần máy truyền hình màn hình tinh thể lỏng Nhật Bản giảm tại thị trường Trung Quốc: Sharp Corporation giảm từ 4,9% xuống 3,4%, Sony giảm từ 3,7% xuống 2,6%, Panasonic giảm từ 23,9% xuống 11,2%. Theo báo cáo năm 2012 của công ty tư vấn Recof Data Corp, các hoạt động mua bán và sáp nhập của Nhật Bản tại thị trường Trung Quốc trong giai đoạn tháng 7-9 giảm 70% xuống còn 5,6 tỷ JP¥ so với giai đoạn quý hai. Tổng vốn đầu tư của Nhật Bản tại thị trường Trung Quốc giảm từ 13,48 tỷ US$ trong năm 2012 xuống còn 6,5 tỷ US$ trong năm 2013 và tiếp tục giảm trong năm 2014; Ernst & Young đánh giá Trung Quốc tụt xuống vị trí thứ ba (sau Ấn Độ và Brasil) trong danh sách "địa điểm đầu tư hấp dẫn nhất". Đầu tư trực tiếp của Nhật Bản vào Trung Quốc giảm gần 20% trong năm 2013, giảm 40% xuống còn 300,8 tỷ JP¥ (2,8 tỷ US$) trong nửa đầu năm 2014 so với cùng kỳ năm trước. Theo Viện nghiên cứu Daiwa tại Tokyo ước tính nếu một tháng ngừng xuất khẩu sang Trung Quốc năm 2012, tổng sản phẩm nội địa (GDP) của Nhật Bản có thể thiệt hại 2,2 nghìn tỷ JP¥ (khoảng gần 0,2% GDP) và doanh số bán hàng của các công ty Nhật Bản có thể thiệt hại 1,7 nghìn tỷ JP¥.
Chính phủ Trung Quốc yêu cầu các nhà sách tại Bắc Kinh cấm sách của các tác giả người Nhật và tựa sách có các chủ đề Nhật Bản, gây áp lực cho các nhà xuất bản Trung Quốc không được biên dịch và xuất bản nội dung tiếng Nhật trong chuỗi phản ứng xung đột quan hệ Nhật Bản–Trung Quốc. Sau đó, các nhà sách đã loại bỏ tất cả ấn phẩm liên quan đến Nhật Bản hoặc được viết bởi các tác giả người Nhật. Chính phủ Trung Quốc phê duyệt sản xuất 69 phim truyền hình tuyên truyền bài Nhật với nội dung Giải phóng quân Nhân dân Trung Quốc đánh bại Đế quốc Nhật Bản. Ngày 19 tháng 9, hải quan Trung Quốc thông báo tăng thủ tục hải quan đối với hàng hóa Nhật Bản, các trụ sở công ty Nhật Bản ngừng cử các kỹ sư người Nhật đến Trung Quốc hỗ trợ kỹ thuật sản phẩm và thời gian bị hoãn vô thời hạn. Trong nửa đầu năm 2012, thâm hụt thương mại của Nhật Bản với Trung Quốc tăng 2,6 lần so với cùng kỳ năm ngoái (đạt 1,401 nghìn tỷ JP¥), xuất khẩu sang Trung Quốc giảm 5,7% so với cùng kỳ năm ngoái vì sụt giảm xuất khẩu thép và máy móc sang Trung Quốc từ năm 2009. Các nghệ sĩ Trung Quốc (Thành Long, Lý Băng Băng, Nghiêm Hồ) tại Liên hoan phim quốc tế Tokyo ngày 25 tháng 9 và Liên hoan phim quốc tế Busan ngày 4 tháng 10 công khai ủng hộ Bắc Kinh trong vấn đề quần đảo Điếu Ngư, chủ tịch của công ty phân phối phim Nhật Bản Gaga Corporation là Tom Yoda nói rằng 'tranh chấp chủ quyền liên tục trên chuỗi đảo không người phía đông bắc Đài Loan khiến không có gì để kinh doanh', một số lo lắng về thỏa thuận kinh doanh phân phối công nghiệp điện ảnh giữa hai quốc gia. Ngày 12 tháng 10, nhà từ thiện – doanh nhân Trần Quang Tiêu chi hơn 770.000 US$ để mua ô tô Geely mới cho 172 chủ sở hữu ô tô nhãn hiệu Nhật Bản bị phá hoại trong các cuộc biểu tình.